# ATP Challenger Series 2006
L'ATP Challenger Series è il secondo livello di tornei per professionisti organizzata dall'ATP. Il circuito prevede tornei con un montepremi che può variare da 25.000 a 150.000 dollari.

## Calendario

### Gennaio
| Settimana  | Torneo                                                                                                   | Vincitore                                              | Finalista                         | Semifinalisti                          | Eliminati ai quarti                                                      |
| ---------- | --- | ------------------------------------------------------ | --------------------------------- | -------------------------------------- | ------------------------------------------------------------------------ |
| 2 gennaio  | Internationaux de Nouvelle-Calédonie Nouméa, Nuova Caledonia Cemento $75 000 Singolare - Doppio          | Gilles Simon 6–2, 5–7, 6–2                             | Rik De Voest                      | Melle Van Gemerden Mathieu Montcourt   | Stefano Galvani Pavel Šnobel Alex Bogomolov Jr. Francesco Aldi           |
| 2 gennaio  | Internationaux de Nouvelle-Calédonie Nouméa, Nuova Caledonia Cemento $75 000 Singolare - Doppio          | Alex Bogomolov Jr. Todd Widom 3–6, 6–2, [10–6]         | Lars Burgsmüller Denis Gremelmayr | Melle Van Gemerden Mathieu Montcourt   | Stefano Galvani Pavel Šnobel Alex Bogomolov Jr. Francesco Aldi           |
| 2 gennaio  | Prime Cup Aberto de São Paulo San Paolo, Brasile Cemento $100 000 Singolare - Doppio                     | Flávio Saretta 7–6(2), 6–3                             | Thiago Alves                      | Sergio Roitman Eric Nunez              | Alexandre Simoni Martín Vassallo Argüello Jorge Aguilar Ivo Klec         |
| 2 gennaio  | Prime Cup Aberto de São Paulo San Paolo, Brasile Cemento $100 000 Singolare - Doppio                     | Thiago Alves Flávio Saretta 7–6(10), 6–3               | Lucas Engel André Ghem            | Sergio Roitman Eric Nunez              | Alexandre Simoni Martín Vassallo Argüello Jorge Aguilar Ivo Klec         |
| 23 gennaio | Intersport Heilbronn Open Heilbronn, Germania Cemento Indoor $100 000 Singolare - Doppio                 | Robin Söderling 6–1, 6–4                               | Tomáš Zíb                         | Janko Tipsarević Antony Dupuis         | Alexander Waske Andreas Beck Lukáš Dlouhý Torsten Popp                   |
| 23 gennaio | Intersport Heilbronn Open Heilbronn, Germania Cemento Indoor $100 000 Singolare - Doppio                 | Christopher Kas Philipp Petzschner 6(2)–7, 6–3, [10–4] | Lukáš Dlouhý David Škoch          | Janko Tipsarević Antony Dupuis         | Alexander Waske Andreas Beck Lukáš Dlouhý Torsten Popp                   |
| 23 gennaio | Santiago Challenger Santiago, Cile Terra Rossa $25 000 Singolare - Doppio                                | Boris Pašanski 6–2, 7–6(9)                             | Paul Capdeville                   | Rubén Ramírez Hidalgo Alessio Di Mauro | Daniel Gimeno Traver Tomas Tenconi Nicolás Almagro Sergio Roitman        |
| 23 gennaio | Santiago Challenger Santiago, Cile Terra Rossa $25 000 Singolare - Doppio                                | Máximo González Sergio Roitman 6–4, 6–3                | Jorge Aguilar Felipe Parada       | Rubén Ramírez Hidalgo Alessio Di Mauro | Daniel Gimeno Traver Tomas Tenconi Nicolás Almagro Sergio Roitman        |
| 23 gennaio | Hilton Waikoloa Village USTA Challenger Waikoloa, Hawaii, Stati Uniti Cemento $50 000 Singolare - Doppio | Frank Dancevic 6(15)–7, 6–2, 6–2                       | Lu Yen-hsun                       | Lee Hyung-taik Bobby Reynolds          | Paul Goldstein Björn Phau Michael Russell Rik De Voest                   |
| 23 gennaio | Hilton Waikoloa Village USTA Challenger Waikoloa, Hawaii, Stati Uniti Cemento $50 000 Singolare - Doppio | Michael Kohlmann Cecil Mamiit 6–3, 6–4                 | Scott Lipsky David Martin         | Lee Hyung-taik Bobby Reynolds          | Paul Goldstein Björn Phau Michael Russell Rik De Voest                   |
| 23 gennaio | Wrexham Challenger Wrexham, Regno Unito Cemento Indoor $25 000 Singolare - Doppio                        | Alex Bogdanović 6–3, 6–2                               | Stéphane Robert                   | Stefan Wauters Jean-Michel Péquery     | Jean-René Lisnard Uros Vico Jan Mertl Igor' Kunicyn                      |
| 23 gennaio | Wrexham Challenger Wrexham, Regno Unito Cemento Indoor $25 000 Singolare - Doppio                        | Jean-François Bachelot Stéphane Robert 6–4, 7–5        | Colin Fleming Jamie Murray        | Stefan Wauters Jean-Michel Péquery     | Jean-René Lisnard Uros Vico Jan Mertl Igor' Kunicyn                      |
| 30 gennaio | Andrezieux Challenger Andrezieux, Francia Cemento (indoor) $35 000+H Singolare - Doppio                  | Gilles Elseneer 4–6, 6–1, 6–4                          | Gilles Simon                      | Raemon Sluiter Stéphane Bohli          | Antony Dupuis Lars Burgsmüller Alexander Waske Jean-Michel Péquery       |
| 30 gennaio | Andrezieux Challenger Andrezieux, Francia Cemento (indoor) $35 000+H Singolare - Doppio                  | Julien Benneteau Nicolas Mahut 6–4, 6–4                | Grégory Carraz Antony Dupuis      | Raemon Sluiter Stéphane Bohli          | Antony Dupuis Lars Burgsmüller Alexander Waske Jean-Michel Péquery       |
| 30 gennaio | Aberto de Florianópolis Florianópolis, Brasile Terra Rossa $35 000 Singolare - Doppio                    | Diego Junqueira 3–6, 6–1, 7–6(3)                       | Gorka Fraile                      | Nicolas Devilder Diego Hartfield       | Marco Mirnegg Santiago González Rogério Dutra da Silva Agustin Tarantino |
| 30 gennaio | Aberto de Florianópolis Florianópolis, Brasile Terra Rossa $35 000 Singolare - Doppio                    | Juan-Pablo Brzezicki Cristian Villagran 7–6(3), 6–2    | Gianluca Naso Mirko Pehar         | Nicolas Devilder Diego Hartfield       | Marco Mirnegg Santiago González Rogério Dutra da Silva Agustin Tarantino |

### Febbraio
| Settimana   | Torneo | Vincitore                                              | Finalista                             | Semifinalisti                    | Eliminati ai quarti                                                  |
| ----------- | --- | ------------------------------------------------------ | ------------------------------------- | -------------------------------- | -------------------------------------------------------------------- |
| 6 febbraio  | Internazionali di Tennis di Bergamo Bergamo, Italia Cemento Indoor $100 000 Singolare - Doppio               | Alex Bogdanović 6–1, 3–0 rit.                          | Simone Bolelli                        | Sjeng Schalken Andreas Seppi     | Davide Sanguinetti Grégory Carraz Jean-Michel Péquery Jérôme Haehnel |
| 6 febbraio  | Internazionali di Tennis di Bergamo Bergamo, Italia Cemento Indoor $100 000 Singolare - Doppio               | Daniele Bracciali Giorgio Galimberti 7–5, 0–6, [13–11] | Christopher Kas Philipp Petzschner    | Sjeng Schalken Andreas Seppi     | Davide Sanguinetti Grégory Carraz Jean-Michel Péquery Jérôme Haehnel |
| 6 febbraio  | Burnie International Burnie, Australia Cemento $25 000 Singolare - Doppio                                    | Konstantinos Economidis 6–4, 6–2                       | Alun Jones                            | Andrew Coelho Nathan Healey      | Lu Yen-hsun Shannon Nettle Jamie Baker Sadik Kadir                   |
| 6 febbraio  | Burnie International Burnie, Australia Cemento $25 000 Singolare - Doppio                                    | Luke Bourgeois Lu Yen-hsun 6–3, 6–2                    | Raphael Durek Alun Jones              | Andrew Coelho Nathan Healey      | Lu Yen-hsun Shannon Nettle Jamie Baker Sadik Kadir                   |
| 6 febbraio  | Challenger of Dallas Dallas, Texas, Stati Uniti Cemento Indoor $50 000 Singolare - Doppio                    | Kevin Kim 1–6, 6–4, 6–1                                | Robert Kendrick                       | Justin Gimelstob Benjamin Becker | Eric Taino Glenn Weiner Rajeev Ram Sam Querrey                       |
| 6 febbraio  | Challenger of Dallas Dallas, Texas, Stati Uniti Cemento Indoor $50 000 Singolare - Doppio                    | Rajeev Ram Bobby Reynolds 6–3, 6–4                     | Mirko Pehar Dušan Vemić               | Justin Gimelstob Benjamin Becker | Eric Taino Glenn Weiner Rajeev Ram Sam Querrey                       |
| 6 febbraio  | Wrocław Open Breslavia, Polonia Cemento Indoor $125 000 Singolare - Doppio                                   | Lukáš Dlouhý 7–6(2), 2–6, 6–3                          | Tomáš Zíb                             | Tomáš Cakl Łukasz Kubot          | Michal Tabara Nicolas Mahut Igor Zelenay Philipp Kohlschreiber       |
| 6 febbraio  | Wrocław Open Breslavia, Polonia Cemento Indoor $125 000 Singolare - Doppio                                   | Mariusz Fyrstenberg Marcin Matkowski 3–6, 6–1, [12–10] | Lukáš Dlouhý Pavel Šnobel             | Tomáš Cakl Łukasz Kubot          | Michal Tabara Nicolas Mahut Igor Zelenay Philipp Kohlschreiber       |
| 13 febbraio | Serbia Challenger Open Belgrado, Serbia Sintetico Indoor $125 000 Singolare - Doppio                         | Janko Tipsarević 6–4, 4–1 rit.                         | Tomáš Cakl                            | Federico Luzzi Michaël Llodra    | Dudi Sela Saša Tuksar Lars Burgsmüller Nicolas Mahut                 |
| 13 febbraio | Serbia Challenger Open Belgrado, Serbia Sintetico Indoor $125 000 Singolare - Doppio                         | Michael Kohlmann Alexander Waske 7–6(3), 6–3           | Ivo Minář Jan Minář                   | Federico Luzzi Michaël Llodra    | Dudi Sela Saša Tuksar Lars Burgsmüller Nicolas Mahut                 |
| 13 febbraio | Joplin Challenger Joplin, Missouri, Stati Uniti Cemento Indoor $50 000 Singolare - Doppio                    | Jesse Witten 6–3, 7–6(6)                               | Benjamin Becker                       | Jeff Morrison Kristian Pless     | Peter Luczak John-Paul Fruttero Rajeev Ram Frédéric Niemeyer         |
| 13 febbraio | Joplin Challenger Joplin, Missouri, Stati Uniti Cemento Indoor $50 000 Singolare - Doppio                    | Henry Adjei-Darko Lesley Joseph 6–3, 7–6(3)            | Benjamin Becker Simon Greul           | Jeff Morrison Kristian Pless     | Peter Luczak John-Paul Fruttero Rajeev Ram Frédéric Niemeyer         |
| 20 febbraio | Internationaux du Doubs - Open de Franche-Comté Besançon, Francia Cemento Indoor $100 000 Singolare - Doppio | Nicolas Mahut 6–3, 6–4                                 | Frank Dancevic                        | Alexander Waske Saša Tuksar      | Jean-Christophe Faurel Lu Yen-hsun Gilles Elseneer Stefan Koubek     |
| 20 febbraio | Internationaux du Doubs - Open de Franche-Comté Besançon, Francia Cemento Indoor $100 000 Singolare - Doppio | Christopher Kas Philipp Petzschner 6–2, 6–2            | Jean-Claude Scherrer Lovro Zovko      | Alexander Waske Saša Tuksar      | Jean-Christophe Faurel Lu Yen-hsun Gilles Elseneer Stefan Koubek     |
| 27 febbraio | Challenger Cherbourg-La Manche Cherbourg, Francia Cemento Indoor $50 000 Singolare - Doppio                  | Nicolas Mahut 6–2, 6–4                                 | Jean-Christophe Faurel                | Frank Dancevic Lu Yen-hsun       | Jeroen Masson Julien Jeanpierre Federico Luzzi Dick Norman           |
| 27 febbraio | Challenger Cherbourg-La Manche Cherbourg, Francia Cemento Indoor $50 000 Singolare - Doppio                  | Jean-François Bachelot Stéphane Robert 7–6(5), 6–3     | Sanchai Ratiwatana Sonchat Ratiwatana | Frank Dancevic Lu Yen-hsun       | Jeroen Masson Julien Jeanpierre Federico Luzzi Dick Norman           |
| 27 febbraio | Volkswagen Challenger Wolfsburg, Germania Sintetico Indoor $25 000 Singolare - Doppio                        | Alexander Waske 6–2, 6–4                               | Wang Yeu-tzuoo                        | Michal Mertiňák Michael Berrer   | Jan Mertl Uros Vico Tobias Summerer Aisam-ul-Haq Qureshi             |
| 27 febbraio | Volkswagen Challenger Wolfsburg, Germania Sintetico Indoor $25 000 Singolare - Doppio                        | Jean-Claude Scherrer Uros Vico 7–6(3), 6(5)–7, [10–8]  | Frank Moser Sebastian Rieschick       | Michal Mertiňák Michael Berrer   | Jan Mertl Uros Vico Tobias Summerer Aisam-ul-Haq Qureshi             |

### Marzo
| Settimana | Torneo | Vincitore                                             | Finalista                         | Semifinalisti                         | Eliminati ai quarti                                                     |
| --------- | --- | ----------------------------------------------------- | --------------------------------- | ------------------------------------- | ----------------------------------------------------------------------- |
| 6 marzo   | Shimadzu All Japan Indoor Tennis Championships Kyoto, Giappone Cemento Indoor $25 000+H Singolare - Doppio | Nicolas Mahut 6–4, 6–1                                | Lu Yen-hsun                       | Kristian Pless Dudi Sela              | Michal Mertiňák Prakash Amritraj Ivo Heuberger Robert Smeets            |
| 6 marzo   | Shimadzu All Japan Indoor Tennis Championships Kyoto, Giappone Cemento Indoor $25 000+H Singolare - Doppio | Alun Jones Jonathan Marray 6–4, 3–6, [14–12]          | Prakash Amritraj Rohan Bopanna    | Kristian Pless Dudi Sela              | Michal Mertiňák Prakash Amritraj Ivo Heuberger Robert Smeets            |
| 13 marzo  | Ho Chi Minh Challenger Ho Chi Minh, Vietnam Cemento $50 000+H Singolare - Doppio                           | Zack Fleishman 7–6(6), 3–0 rit.                       | Pavel Šnobel                      | Wang Yeu-tzuoo Nicolas Devilder       | Cecil Mamiit Dudi Sela Prakash Amritraj Gō Soeda                        |
| 13 marzo  | Ho Chi Minh Challenger Ho Chi Minh, Vietnam Cemento $50 000+H Singolare - Doppio                           | Hyung-Taik Lee Cecil Mamiit 6–4, 6–2                  | Jacob Adaktusson Dudi Sela        | Wang Yeu-tzuoo Nicolas Devilder       | Cecil Mamiit Dudi Sela Prakash Amritraj Gō Soeda                        |
| 13 marzo  | Challenger Salinas Salinas, Ecuador Cemento $25 000+H Singolare - Doppio                                   | Benjamin Becker 4–6, 6–3, 6–2                         | Jesse Witten                      | Łukasz Kubot Martín Vassallo Argüello | Oliver Marach Edgardo Massa Juan Pablo Brzezicki Thiago Alves           |
| 13 marzo  | Challenger Salinas Salinas, Ecuador Cemento $25 000+H Singolare - Doppio                                   | Thiago Alves Júlio Silva 3–6, 6–4, [10–4]             | André Ghem Alexandre Simoni       | Łukasz Kubot Martín Vassallo Argüello | Oliver Marach Edgardo Massa Juan Pablo Brzezicki Thiago Alves           |
| 13 marzo  | BH Telecom Indoors Sarajevo, Bosnia ed Erzegovina Cemento Indoor $35 000+H Singolare - Doppio              | Andreas Beck 2–6, 7–6(1), 7–6(6)                      | Andreas Vinciguerra               | Lars Übel Roko Karanušić              | Dieter Kindlmann Filip Prpic Jean-Michel Péquery Grégory Carraz         |
| 13 marzo  | BH Telecom Indoors Sarajevo, Bosnia ed Erzegovina Cemento Indoor $35 000+H Singolare - Doppio              | Ilija Bozoljac Viktor Troicki 6–3, 6–4                | Alexander Peya Lars Übel          | Lars Übel Roko Karanušić              | Dieter Kindlmann Filip Prpic Jean-Michel Péquery Grégory Carraz         |
| 13 marzo  | Sunrise Tennis Championship Sunrise, Stati Uniti Cemento $100 000+H Singolare - Doppio                     | Dmitrij Tursunov 6–3, 6–1                             | Alberto Martín                    | Andreas Seppi Ivo Karlović            | Jiří Vaněk Simon Greul Florian Mayer Rik De Voest                       |
| 13 marzo  | Sunrise Tennis Championship Sunrise, Stati Uniti Cemento $100 000+H Singolare - Doppio                     | Petr Pála Robin Vik 6–4, 6–2                          | Goran Dragicevic Dmitrij Tursunov | Andreas Seppi Ivo Karlović            | Jiří Vaněk Simon Greul Florian Mayer Rik De Voest                       |
| 20 marzo  | Open Barletta Barletta, Italia Terra Rossa $25 000+H Singolare - Doppio                                    | Jan Hájek 6–2, 6–1                                    | Stefano Galvani                   | Simone Bolelli Marc Gicquel           | Alessio Di Mauro Ilija Bozoljac Gorka Fraile Jean-René Lisnard          |
| 20 marzo  | Open Barletta Barletta, Italia Terra Rossa $25 000+H Singolare - Doppio                                    | Santiago Ventura Fernando Vicente 7–6(2), 4–6, [10–8] | Flavio Cipolla Alessandro Motti   | Simone Bolelli Marc Gicquel           | Alessio Di Mauro Ilija Bozoljac Gorka Fraile Jean-René Lisnard          |
| 27 marzo  | Challenger Casablanca San Ángel Città del Messico, Messico Terra rossa $35 000 Singolare - Doppio          | Ramón Delgado 6–3, 4–6, 6–4                           | Alejandro Falla                   | Jiří Vaněk Dick Norman                | Răzvan Sabău Nicolás Lapentti Edgardo Massa Stefan Koubek               |
| 27 marzo  | Challenger Casablanca San Ángel Città del Messico, Messico Terra rossa $35 000 Singolare - Doppio          | Tripp Phillips Rogier Wassen 6(4)–7, 6–4, [13–11]     | Michael Kohlmann Alexander Waske  | Jiří Vaněk Dick Norman                | Răzvan Sabău Nicolás Lapentti Edgardo Massa Stefan Koubek               |
| 27 marzo  | Tennis Napoli Cup Napoli, Italia Terra rossa €100 000+H Singolare - Doppio                                 | Potito Starace 6–0, 5–1 rit.                          | Alessio Di Mauro                  | Melle Van Gemerden Iván Navarro       | Denis Gremelmayr Fabio Fognini Simone Bolelli Jurij Ščukin              |
| 27 marzo  | Tennis Napoli Cup Napoli, Italia Terra rossa €100 000+H Singolare - Doppio                                 | Tomáš Cibulec Łukasz Kubot 7–5, 4–6, [10–7]           | Simone Bolelli Fabio Fognini      | Melle Van Gemerden Iván Navarro       | Denis Gremelmayr Fabio Fognini Simone Bolelli Jurij Ščukin              |
| 27 marzo  | Saint-Brieuc Challenger Saint-Brieuc, Francia Terra rossa indoor €25 000 Singolare - Doppio                | Marc Gicquel 6–3, 6–1                                 | Peter Wessels                     | Olivier Patience Nicolas Devilder     | Jan Hájek Younes El Aynaoui Kristian Pless Jose-Antonio Sanchez-De Luna |
| 27 marzo  | Saint-Brieuc Challenger Saint-Brieuc, Francia Terra rossa indoor €25 000 Singolare - Doppio                | Eric Butorac Chris Drake 6–4, 6–4                     | Michael Lammer Stéphane Robert    | Olivier Patience Nicolas Devilder     | Jan Hájek Younes El Aynaoui Kristian Pless Jose-Antonio Sanchez-De Luna |

### Aprile
| Settimana | Torneo                                                                                               | Vincitore                                               | Finalista                             | Semifinalisti                          | Eliminati ai quarti                                                             |
| --------- | --- | ------------------------------------------------------- | ------------------------------------- | -------------------------------------- | ------------------------------------------------------------------------------- |
| 3 aprile  | Aguascalientes Challenger Aguascalientes, Messico Terra rossa $50 000+H Singolare - Doppio           | Juan Martín del Potro 3–6, 6–4, 6–3                     | Sergio Roitman                        | Jiří Vaněk Thiago Alves                | Noam Okun Alex Bogomolov Jr. Dick Norman Răzvan Sabău                           |
| 3 aprile  | Aguascalientes Challenger Aguascalientes, Messico Terra rossa $50 000+H Singolare - Doppio           | Juan Martín del Potro Martín Vassallo Argüello 7–5, 7–5 | Hector Almada Victor Romero           | Jiří Vaněk Thiago Alves                | Noam Okun Alex Bogomolov Jr. Dick Norman Răzvan Sabău                           |
| 3 aprile  | Internazionali di Tennis Monza e Brianza Monza, Italia Terra rossa $35 000+H Singolare - Doppio      | Nicolas Devilder 6–2, 7–5                               | Flavio Cipolla                        | Álex Calatrava Carlos Cuadrado         | Adrian Ungur Andrea Stoppini Christopher Kas Denis Gremelmayr                   |
| 3 aprile  | Internazionali di Tennis Monza e Brianza Monza, Italia Terra rossa $35 000+H Singolare - Doppio      | Rubén Ramírez Hidalgo Tomas Tenconi 4–6, 6–4, [13–11]   | Leonardo Azzaro Christopher Kas       | Álex Calatrava Carlos Cuadrado         | Adrian Ungur Andrea Stoppini Christopher Kas Denis Gremelmayr                   |
| 3 aprile  | Tallahassee Tennis Challenger Tallahassee, Stati Uniti Cemento $50 000 Singolare - Doppio            | Mardy Fish 7–5, 7–6(6)                                  | Zack Fleishman                        | Igor' Kunicyn Bobby Reynolds           | Brendan Evans Lars Burgsmüller Kevin Kim Benjamin Becker                        |
| 3 aprile  | Tallahassee Tennis Challenger Tallahassee, Stati Uniti Cemento $50 000 Singolare - Doppio            | Rik De Voest Glenn Weiner 3–6, 6–3, [10–0]              | Tripp Phillips Bobby Reynolds         | Igor' Kunicyn Bobby Reynolds           | Brendan Evans Lars Burgsmüller Kevin Kim Benjamin Becker                        |
| 10 aprile | Aberto de Tênis de Santa Catarina Florianópolis, Brasile Terra rossa $35 000+H Singolare - Doppio    | Ricardo Mello 6–3, 5–7, 7–6(4)                          | Diego Junqueira                       | Flávio Saretta Sergio Roitman          | Jan Mertl Máximo González Júlio Silva Ramón Delgado                             |
| 10 aprile | Aberto de Tênis de Santa Catarina Florianópolis, Brasile Terra rossa $35 000+H Singolare - Doppio    | Máximo González Sergio Roitman 6–2, 3–6, [10–5]         | Thiago Alves Júlio Silva              | Flávio Saretta Sergio Roitman          | Jan Mertl Máximo González Júlio Silva Ramón Delgado                             |
| 10 aprile | San Luis Potosí Challenger San Luis Potosí, Messico Terra rossa $50 000 Singolare - Doppio           | Rainer Eitzinger 6–4, 6(5)–7, 7–5                       | Paolo Lorenzi                         | Dick Norman Frank Dancevic             | Santiago González Martín Vassallo Argüello Alex Bogomolov Jr. Jean-Julien Rojer |
| 10 aprile | San Luis Potosí Challenger San Luis Potosí, Messico Terra rossa $50 000 Singolare - Doppio           | Daniel Garza Dawid Olejniczak 6–2, 6–2                  | Hector Almada Victor Romero           | Dick Norman Frank Dancevic             | Santiago González Martín Vassallo Argüello Alex Bogomolov Jr. Jean-Julien Rojer |
| 10 aprile | Challenger of Santa Clarita Valencia, Stati Uniti Cemento $50 000+H Singolare - Doppio               | Frédéric Niemeyer 4–6, 6–3, 6–2                         | Benjamin Becker                       | Ilija Bozoljac Tyler Cleveland         | Justin Gimelstob Alex Bogdanović Cecil Mamiit Todd Widom                        |
| 10 aprile | Challenger of Santa Clarita Valencia, Stati Uniti Cemento $50 000+H Singolare - Doppio               | John-Paul Fruttero Sam Warburg 7–5, 6–3                 | Rik De Voest Glenn Weiner             | Ilija Bozoljac Tyler Cleveland         | Justin Gimelstob Alex Bogdanović Cecil Mamiit Todd Widom                        |
| 17 aprile | XL Bermuda Open Paget, Bermuda Terra verde $100 000 Singolare - Doppio                               | Fernando Vicente 2–6, 6–2, 7–6(3)                       | Gilles Müller                         | Antony Dupuis Óscar Hernández          | Ivo Minář Alex Bogomolov Jr. Mardy Fish Frank Moser                             |
| 17 aprile | XL Bermuda Open Paget, Bermuda Terra verde $100 000 Singolare - Doppio                               | Tomáš Cibulec Robert Lindstedt 6(1)–7, 6–3, [10–4]      | Alex Kuznetsov Jeff Morrison          | Antony Dupuis Óscar Hernández          | Ivo Minář Alex Bogomolov Jr. Mardy Fish Frank Moser                             |
| 17 aprile | Cardiff Challenger Cardiff, Gran Bretagna Cemento indoor $25 000 Singolare - Doppio                  | Jan Vacek 7–6(5), 1–6, 6–3                              | Uros Vico                             | Tomáš Cakl Justin Gimelstob            | Wang Yeu-tzuoo Filip Prpic Michał Przysiężny Alex Bogdanović                    |
| 17 aprile | Cardiff Challenger Cardiff, Gran Bretagna Cemento indoor $25 000 Singolare - Doppio                  | Philipp Petzschner Alexander Peya 4–6, 6–3, [10–7]      | Filip Prpic Björn Rehnquist           | Tomáš Cakl Justin Gimelstob            | Wang Yeu-tzuoo Filip Prpic Michał Przysiężny Alex Bogdanović                    |
| 17 aprile | Challenger Internazionale Dell'Insubria Chiasso, Svizzera Terra rossa $35 000+H Singolare - Doppio   | Werner Eschauer 6–1, 6–2                                | Simon Greul                           | Leonardo Azzaro Michal Mertiňák        | Stéphane Bohli Daniel Gimeno Traver Saša Tuksar Andreas Beck                    |
| 17 aprile | Challenger Internazionale Dell'Insubria Chiasso, Svizzera Terra rossa $35 000+H Singolare - Doppio   | Leonardo Azzaro Lovro Zovko 6–2, 7–5                    | Amir Hadad Roko Karanušić             | Leonardo Azzaro Michal Mertiňák        | Stéphane Bohli Daniel Gimeno Traver Saša Tuksar Andreas Beck                    |
| 17 aprile | Chikmagalur Challenger Chikmagalur, India Cemento $25 000 Singolare - Doppio                         | Danai Udomchoke 7–5, 6–4                                | Toshihide Matsui                      | Lee Hyung-taik Lu Yen-hsun             | Gō Soeda Karan Rastogi Jan Mašík Phillip King                                   |
| 17 aprile | Chikmagalur Challenger Chikmagalur, India Cemento $25 000 Singolare - Doppio                         | Sanchai Ratiwatana Sonchat Ratiwatana 6–3, 6–2          | Lu Yen-hsun Danai Udomchoke           | Lee Hyung-taik Lu Yen-hsun             | Gō Soeda Karan Rastogi Jan Mašík Phillip King                                   |
| 17 aprile | Torneo Internacional Challenger León León, Messico Cemento $125 000+H Singolare - Doppio             | Phillip Simmonds 3–6, 7–6(4), 6–2                       | Dick Norman                           | Bobby Reynolds Santiago González       | Dudi Sela Lesley Joseph Frank Dancevic Rik De Voest                             |
| 17 aprile | Torneo Internacional Challenger León León, Messico Cemento $125 000+H Singolare - Doppio             | Juan-Manuel Elizondo Miguel Gallardo-Valles 6–3, 6–4    | Dawid Olejniczak Alexander Satschko   | Bobby Reynolds Santiago González       | Dudi Sela Lesley Joseph Frank Dancevic Rik De Voest                             |
| 24 aprile | Trofeo Luigi Pezzoli Bergamo, Italia Cemento Indoor $100 000 Singolare - Doppio                      | Nicolas Devilder 1–6, 7–5, 6–4                          | Werner Eschauer                       | Stéphane Robert Jean-Christophe Faurel | Roko Karanušić Jan Hájek Gianluca Naso Andreas Beck                             |
| 24 aprile | Trofeo Luigi Pezzoli Bergamo, Italia Cemento Indoor $100 000 Singolare - Doppio                      | Jan Hájek Jaroslav Pospíšil 6–2, 6–2                    | Marcelo Charpentier Tomas Tenconi     | Stéphane Robert Jean-Christophe Faurel | Roko Karanušić Jan Hájek Gianluca Naso Andreas Beck                             |
| 24 aprile | Bancolombia Open Bogotà, Colombia Terra rossa $125 000 Singolare - Doppio                            | Alejandro Falla 6–4, 6–2                                | André Sá                              | Eric Nunez Santiago González           | Thiago Alves Ramón Delgado Kevin Kim Răzvan Sabău                               |
| 24 aprile | Bancolombia Open Bogotà, Colombia Terra rossa $125 000 Singolare - Doppio                            | Eric Butorac Chris Drake walkover                       | Ramón Delgado André Sá                | Eric Nunez Santiago González           | Thiago Alves Ramón Delgado Kevin Kim Răzvan Sabău                               |
| 24 aprile | Dharwad Challenger Dharwad, India Cemento $25 000 Singolare - Doppio                                 | Viktor Troicki 2–6, 6–4, 6–4                            | Łukasz Kubot                          | Lee Hyung-taik Lu Yen-hsun             | Denis Istomin Phillip King Gō Soeda Kamil Čapkovič                              |
| 24 aprile | Dharwad Challenger Dharwad, India Cemento $25 000 Singolare - Doppio                                 | Kamil Čapkovič Lukáš Lacko 6–3, 7–5                     | Sanchai Ratiwatana Sonchat Ratiwatana | Lee Hyung-taik Lu Yen-hsun             | Denis Istomin Phillip King Gō Soeda Kamil Čapkovič                              |
| 24 aprile | Open Isla de Lanzarote Lanzarote, Spagna Cemento $50 000+H Singolare - Doppio                        | Filip Prpic 3–6, 6–3, 6–4                               | Jo-Wilfried Tsonga                    | Benedikt Dorsch Simon Stadler          | Wang Yeu-tzuoo Alex Bogdanović Igor' Kunicyn Kenneth Carlsen                    |
| 24 aprile | Open Isla de Lanzarote Lanzarote, Spagna Cemento $50 000+H Singolare - Doppio                        | Grégory Carraz Jean-Michel Péquery 6–3, 7–5             | Benedikt Dorsch Steven Korteling      | Benedikt Dorsch Simon Stadler          | Wang Yeu-tzuoo Alex Bogdanović Igor' Kunicyn Kenneth Carlsen                    |
| 24 aprile | Torneo Internacional Challenger León Città del Messico, Messico Cemento $35 000+H Singolare - Doppio | Rik De Voest 7–6(2), 7–6(2)                             | Glenn Weiner                          | Horia Tecău Robert Kendrick            | Jean-Julien Rojer Phillip Simmonds Bruno Echagaray Dudi Sela                    |
| 24 aprile | Torneo Internacional Challenger León Città del Messico, Messico Cemento $35 000+H Singolare - Doppio | Pierre-Ludovic Duclos André Ghem 6–4, 0–6, [10–3]       | Rik De Voest Glenn Weiner             | Horia Tecău Robert Kendrick            | Jean-Julien Rojer Phillip Simmonds Bruno Echagaray Dudi Sela                    |

### Maggio
| Settimana | Torneo                                                                                             | Vincitore                                                     | Finalista                             | Semifinalisti                              | Eliminati ai quarti                                                  |
| --------- | -------------------------------------------------------------------------------------------------- | ------------------------------------------------------------- | ------------------------------------- | ------------------------------------------ | -------------------------------------------------------------------- |
| 1º maggio | Atlanta Clay Court Challenger Atlanta, USA Terra rossa $50 000+H Singolare - Doppio                | Diego Hartfield 7–5, 6–0                                      | Frank Dancevic                        | Wayne Odesnik Michael Russell              | Kristian Pless Luka Gregorc Alex Kuznetsov Mardy Fish                |
| 1º maggio | Atlanta Clay Court Challenger Atlanta, USA Terra rossa $50 000+H Singolare - Doppio                | Hugo Armando André Sá 6–4, 6–4                                | Harel Levy Dudi Sela                  | Wayne Odesnik Michael Russell              | Kristian Pless Luka Gregorc Alex Kuznetsov Mardy Fish                |
| 1º maggio | Ostrava Open Challenger Ostrava, Repubblica Ceca Terra rossa $42 000+H Singolare - Doppio          | Ivo Minář 6–1, 6–0                                            | Marcel Granollers                     | Jan Mertl Melle Van Gemerden               | Pavel Šnobel Bohdan Ulihrach Torsten Popp Jaroslav Pospíšil          |
| 1º maggio | Ostrava Open Challenger Ostrava, Repubblica Ceca Terra rossa $42 000+H Singolare - Doppio          | Jaroslav Pospíšil Pavel Šnobel 6–4, 6(3)–7, [10–6]            | Philipp Marx Torsten Popp             | Jan Mertl Melle Van Gemerden               | Pavel Šnobel Bohdan Ulihrach Torsten Popp Jaroslav Pospíšil          |
| 1º maggio | Roma Open Roma, Italia Terra rossa €30 000+H Singolare - Doppio                                    | Oliver Marach 4–6, 6–4, 7–5                                   | Adrian Ungur                          | Chris Guccione Martín Vassallo Argüello    | Farrukh Dustov Stefano Galvani Stéphane Robert Paolo Lorenzi         |
| 1º maggio | Roma Open Roma, Italia Terra rossa €30 000+H Singolare - Doppio                                    | Konstantinos Economidis Amir Hadad 6–4, 4–6, [10–5]           | Manuel Jorquera Giancarlo Petrazzuolo | Chris Guccione Martín Vassallo Argüello    | Farrukh Dustov Stefano Galvani Stéphane Robert Paolo Lorenzi         |
| 1º maggio | Challenger Isla de Gran Canaria Telde, Spagna Terra rossa $50 000+H Singolare - Doppio             | Marc López 6–0, 6–1                                           | Benedikt Dorsch                       | Igor' Kunicyn Jose-Antonio Sanchez-De Luna | Radim Žitko Massimo Dell'Acqua David Marrero Martin Lee              |
| 1º maggio | Challenger Isla de Gran Canaria Telde, Spagna Terra rossa $50 000+H Singolare - Doppio             | Adam Chadaj Michael Ryderstedt 5–7, 6–3, [10–7]               | David Marrero Daniel Muñoz de la Nava | Igor' Kunicyn Jose-Antonio Sanchez-De Luna | Radim Žitko Massimo Dell'Acqua David Marrero Martin Lee              |
| 1º maggio | Tunis Open 2006 Tunisi, Tunisia Terra rossa $125 000+H Singolare - Doppio                          | Lamine Ouahab walkover                                        | Younes El Aynaoui                     | Alessio Di Mauro Jiří Vaněk                | Michaël Llodra Irakli Labadze Thierry Ascione Arnaud Di Pasquale     |
| 1º maggio | Tunis Open 2006 Tunisi, Tunisia Terra rossa $125 000+H Singolare - Doppio                          | Daniel Gimeno Traver Iván Navarro 6–2, 7–5                    | Bart Beks Martijn van Haasteren       | Alessio Di Mauro Jiří Vaněk                | Michaël Llodra Irakli Labadze Thierry Ascione Arnaud Di Pasquale     |
| 8 maggio  | Ostdeutscher Cup Dresda, Germania Terra rossa $50 000 Singolare - Doppio                           | Simon Greul 7–6(2), 6–2                                       | Janko Tipsarević                      | Rainer Eitzinger Melle Van Gemerden        | Martín Vassallo Argüello Benedikt Dorsch Irakli Labadze Iván Navarro |
| 8 maggio  | Ostdeutscher Cup Dresda, Germania Terra rossa $50 000 Singolare - Doppio                           | Yves Allegro Michal Mertiňák 6–3, 6–0                         | Christopher Kas Philipp Petzschner    | Rainer Eitzinger Melle Van Gemerden        | Martín Vassallo Argüello Benedikt Dorsch Irakli Labadze Iván Navarro |
| 8 maggio  | I. ČLTK Prague Open Praga, Repubblica Ceca Terra rossa $75 000 Singolare - Doppio                  | Robin Vik 6–4, 7–6(4)                                         | Jan Hájek                             | Sergio Roitman Konstantinos Economidis     | Michaël Llodra Andrei Pavel Denis Gremelmayr Tomáš Zíb               |
| 8 maggio  | I. ČLTK Prague Open Praga, Repubblica Ceca Terra rossa $75 000 Singolare - Doppio                  | Petr Pála David Škoch 6–0, 6–0                                | Ramón Delgado Sergio Roitman          | Sergio Roitman Konstantinos Economidis     | Michaël Llodra Andrei Pavel Denis Gremelmayr Tomáš Zíb               |
| 8 maggio  | Men's Pro Challenger at Tunica National Tunica, Stati Uniti Terra verde $50 000 Singolare - Doppio | Diego Hartfield 6–4, 6–4                                      | Mardy Fish                            | Scott Oudsema Ivo Heuberger                | Frédéric Niemeyer Alex Kuznetsov Alun Jones Jeff Salzenstein         |
| 8 maggio  | Men's Pro Challenger at Tunica National Tunica, Stati Uniti Terra verde $50 000 Singolare - Doppio | Jeff Morrison Bobby Reynolds 3–6, 7–6(5), [11–9]              | Hugo Armando Ricardo Mello            | Scott Oudsema Ivo Heuberger                | Frédéric Niemeyer Alex Kuznetsov Alun Jones Jeff Salzenstein         |
| 15 maggio | Fergana Challenger Fergana, Uzbekistan Cemento $35 000+H Singolare - Doppio                        | Danai Udomchoke 6–0, 6–2                                      | Alexander Peya                        | Lars Übel Luke Bourgeois                   | Serhij Bubka Ti Chen Nicolas Tourte Oh-Hee Kwon                      |
| 15 maggio | Fergana Challenger Fergana, Uzbekistan Cemento $35 000+H Singolare - Doppio                        | Sanchai Ratiwatana Sonchat Ratiwatana 6(8)–7, 7–6(3), [14–12] | Aleksej Kedrjuk Orest Tereščuk        | Lars Übel Luke Bourgeois                   | Serhij Bubka Ti Chen Nicolas Tourte Oh-Hee Kwon                      |
| 15 maggio | Forest Hills Challenger Forest Hills, USA Terra verde $35 000+H Singolare - Doppio                 | Robert Kendrick 6–2, 6–2                                      | Cecil Mamiit                          | Santiago González Ricardo Mello            | Harel Levy Wayne Odesnik Frédéric Niemeyer Diego Hartfield           |
| 15 maggio | Forest Hills Challenger Forest Hills, USA Terra verde $35 000+H Singolare - Doppio                 | Chris Drake Cecil Mamiit 6–4, 6–1                             | Eric Butorac Mirko Pehar              | Santiago González Ricardo Mello            | Harel Levy Wayne Odesnik Frédéric Niemeyer Diego Hartfield           |
| 15 maggio | Sanremo Tennis Cup Sanremo, Italia Terra rossa €30 000+H Singolare - Doppio                        | Olivier Patience 6–2, 4–6, 7–6(8)                             | Stefano Galvani                       | Denis Istomin Julien Benneteau             | Nicolas Mahut Mathieu Montcourt Máximo González Diego Junqueira      |
| 15 maggio | Sanremo Tennis Cup Sanremo, Italia Terra rossa €30 000+H Singolare - Doppio                        | Julien Benneteau Nicolas Mahut 6–4, 7–6(6)                    | Flavio Cipolla Francesco Piccari      | Denis Istomin Julien Benneteau             | Nicolas Mahut Mathieu Montcourt Máximo González Diego Junqueira      |
| 15 maggio | Zagreb Open 2006 Zagabria, Croazia Terra rossa $50 000+H Singolare - Doppio                        | Daniel Elsner 4–6, 6–1, 6–2                                   | Victor Crivoi                         | Carlos Berlocq Amer Delić                  | Thiago Alves Ramón Delgado Saša Tuksar Marin Čilić                   |
| 15 maggio | Zagreb Open 2006 Zagabria, Croazia Terra rossa $50 000+H Singolare - Doppio                        | Yves Allegro Michal Mertiňák 6–1, 6–2                         | Julien Jeanpierre Nicolas Renavand    | Carlos Berlocq Amer Delić                  | Thiago Alves Ramón Delgado Saša Tuksar Marin Čilić                   |
| 29 maggio | Busan Open Challenger Pusan, Corea del Sud Cemento $75 000+H Singolare - Doppio                    | Lee Hyung-taik 6–3, 6–2                                       | Danai Udomchoke                       | Cecil Mamiit Lu Yen-hsun                   | Toshihide Matsui Simon Stadler Gō Soeda Robert Kendrick              |
| 29 maggio | Busan Open Challenger Pusan, Corea del Sud Cemento $75 000+H Singolare - Doppio                    | Scott Lipsky Todd Widom 6–3, 6(2)–7, [10–7]                   | Robert Kendrick Cecil Mamiit          | Cecil Mamiit Lu Yen-hsun                   | Toshihide Matsui Simon Stadler Gō Soeda Robert Kendrick              |
| 29 maggio | Baden Open Ettlingen, Germania Terra rossa $35 000+H Singolare - Doppio                            | Simon Greul 6–4, 6–3                                          | Michael Berrer                        | Irakli Labadze Radim Žitko                 | Lars Burgsmüller Hugo Armando Tobias Summerer Ricardo Mello          |
| 29 maggio | Baden Open Ettlingen, Germania Terra rossa $35 000+H Singolare - Doppio                            | Vasilīs Mazarakīs Felipe Parada 3–6, 6–1, [10–4]              | Lars Burgsmüller Simon Greul          | Irakli Labadze Radim Žitko                 | Lars Burgsmüller Hugo Armando Tobias Summerer Ricardo Mello          |
| 29 maggio | Sporting Challenger Torino, Italia Terra rossa €85 000+H Singolare - Doppio                        | Flavio Cipolla 6–3, 6–3                                       | Marcel Granollers                     | Carlos Cuadrado Máximo González            | Marc López Jesse Witten Nicolas Thomann Alberto Giraudo              |
| 29 maggio | Sporting Challenger Torino, Italia Terra rossa €85 000+H Singolare - Doppio                        | Marcel Granollers Marc López 6–4, 6–3                         | Leonardo Azzaro Flavio Cipolla        | Carlos Cuadrado Máximo González            | Marc López Jesse Witten Nicolas Thomann Alberto Giraudo              |

### Giugno
| Settimana | Torneo | Vincitore                                             | Finalista                           | Semifinalisti                           | Eliminati ai quarti                                             |
| --------- | --- | ----------------------------------------------------- | ----------------------------------- | --------------------------------------- | --------------------------------------------------------------- |
| 5 giugno  | Franken Challenge Furth, Germania Terra rossa €42 000+H Singolare - Doppio                                  | Florian Mayer 6–3, 6–1                                | Torsten Popp                        | Tejmuraz Gabašvili Tomas Behrend        | Jan Vacek Werner Eschauer Roko Karanušić Simon Greul            |
| 5 giugno  | Franken Challenge Furth, Germania Terra rossa €42 000+H Singolare - Doppio                                  | Vasilīs Mazarakīs Felipe Parada 6–3, 6–2              | Philipp Marx Torsten Popp           | Tejmuraz Gabašvili Tomas Behrend        | Jan Vacek Werner Eschauer Roko Karanušić Simon Greul            |
| 5 giugno  | Unicredit Czech Open Prostějov, Repubblica Ceca Terra rossa €127 000+H Singolare - Doppio                   | Jan Hájek 6–3, 5–7, 6–2                               | Dominik Hrbatý                      | Marcos Daniel Ivo Minář                 | Juan Pablo Guzmán Michal Tabara Robin Vik Jaroslav Pospíšil     |
| 5 giugno  | Unicredit Czech Open Prostějov, Repubblica Ceca Terra rossa €127 000+H Singolare - Doppio                   | František Čermák Jaroslav Levinský 6–3, 6–2           | Jan Mašík Michal Tabara             | Marcos Daniel Ivo Minář                 | Juan Pablo Guzmán Michal Tabara Robin Vik Jaroslav Pospíšil     |
| 5 giugno  | Memorial Argo Manfredini Sassuolo, Italia Terra rossa €30 000+H Singolare - Doppio                          | Frederico Gil 6–3, 7–5                                | Gorka Fraile                        | Juan Antonio Marín Juan Pablo Brzezicki | Michael Lammer Pablo Andújar Federico Luzzi Máximo González     |
| 5 giugno  | Memorial Argo Manfredini Sassuolo, Italia Terra rossa €30 000+H Singolare - Doppio                          | Francesco Aldi Tomas Tenconi 6–0, 6–1                 | Pablo Andújar Leonardo Azzaro       | Juan Antonio Marín Juan Pablo Brzezicki | Michael Lammer Pablo Andújar Federico Luzzi Máximo González     |
| 5 giugno  | Surbiton Trophy Surbiton, Gran Bretagna Erba €42 000 Singolare - Doppio                                     | Mardy Fish 6–2, 7–6(1)                                | Wesley Moodie                       | Wayne Arthurs Răzvan Sabău              | Kenneth Carlsen Bobby Reynolds Gilles Elseneer Jeff Morrison    |
| 5 giugno  | Surbiton Trophy Surbiton, Gran Bretagna Erba €42 000 Singolare - Doppio                                     | Jordan Kerr Jim Thomas 6–2, 6–4                       | Wayne Arthurs Chris Guccione        | Wayne Arthurs Răzvan Sabău              | Kenneth Carlsen Bobby Reynolds Gilles Elseneer Jeff Morrison    |
| 5 giugno  | Sunset Moulding Yuba City Racquet Club Challenger Yuba City, Stati Uniti Cemento $50 000 Singolare - Doppio | Sam Querrey 7–6(6), 6–1                               | Sam Warburg                         | Cecil Mamiit Michael Yani               | Brian Vahaly Todd Widom Phillip King Jeff Salzenstein           |
| 5 giugno  | Sunset Moulding Yuba City Racquet Club Challenger Yuba City, Stati Uniti Cemento $50 000 Singolare - Doppio | Scott Lipsky David Martin 6–0, 6–4                    | Nicholas Monroe Horia Tecău         | Cecil Mamiit Michael Yani               | Brian Vahaly Todd Widom Phillip King Jeff Salzenstein           |
| 12 giugno | Kosice Open Košice, Slovacchia Terra rossa €30 000+H Singolare - Doppio                                     | Nicolas Devilder 6–0, 6–1                             | Gorka Fraile                        | Alexander Peya Dieter Kindlmann         | André Ghem Lukáš Lacko Adrian Ungur Marcel Granollers           |
| 12 giugno | Kosice Open Košice, Slovacchia Terra rossa €30 000+H Singolare - Doppio                                     | Viktor Bruthans Pavel Šnobel 7–5, 5–7, [10–4]         | Kamil Capkovic Lukáš Lacko          | Alexander Peya Dieter Kindlmann         | André Ghem Lukáš Lacko Adrian Ungur Marcel Granollers           |
| 12 giugno | Challenger Lugano Lugano, Svizzera Terra rossa €85 000+H Singolare - Doppio                                 | Olivier Patience 6–4, 6–1                             | Guillermo García López              | Oliver Marach Álex Calatrava            | Michael Lammer Daniel Muñoz de la Nava Jiří Vaněk Marcos Daniel |
| 12 giugno | Challenger Lugano Lugano, Svizzera Terra rossa €85 000+H Singolare - Doppio                                 | Giorgio Galimberti Oliver Marach 7–5, 6–3             | Leonardo Azzaro Sergio Roitman      | Oliver Marach Álex Calatrava            | Michael Lammer Daniel Muñoz de la Nava Jiří Vaněk Marcos Daniel |
| 19 giugno | Braunschweig Open Braunschweig, Germania Terra rossa €106 000+H Singolare - Doppio                          | Jan Hájek 6–1, 6–3                                    | Fernando Vicente                    | André Ghem Tejmuraz Gabašvili           | Sergio Roitman Marc Gicquel Óscar Hernández Tomas Behrend       |
| 19 giugno | Braunschweig Open Braunschweig, Germania Terra rossa €106 000+H Singolare - Doppio                          | Tomas Behrend Christopher Kas 7–6(5), 6–4             | Máximo González Sergio Roitman      | André Ghem Tejmuraz Gabašvili           | Sergio Roitman Marc Gicquel Óscar Hernández Tomas Behrend       |
| 19 giugno | Aspria Tennis Cup 2006 Milano, Italia Terra rossa €30 000+H Singolare - Doppio                              | Wayne Odesnik 5–7, 6–2, 7–6(5)                        | Arnaud Di Pasquale                  | Paolo Lorenzi Gabriel Moraru            | Jose Checa-Calvo Florin Mergea Denis Istomin Andrej Golubev     |
| 19 giugno | Aspria Tennis Cup 2006 Milano, Italia Terra rossa €30 000+H Singolare - Doppio                              | Giorgio Galimberti Harel Levy 6–3, 6–3                | Frederico Gil Juan Albert Viloca    | Paolo Lorenzi Gabriel Moraru            | Jose Checa-Calvo Florin Mergea Denis Istomin Andrej Golubev     |
| 26 giugno | Mamaia Challenger Costanza, Romania Terra rossa €30 000+H Singolare - Doppio                                | Konstantinos Economidis 6–4, 6–4                      | Adrian Ungur                        | Paolo Lorenzi Marc López                | Lars Übel Jean-Julien Rojer Cristian Villagran Adrián García    |
| 26 giugno | Mamaia Challenger Costanza, Romania Terra rossa €30 000+H Singolare - Doppio                                | Konstantinos Economidis Jean-Julien Rojer 7–6(1), 6–1 | Florin Mergea Horia Tecău           | Paolo Lorenzi Marc López                | Lars Übel Jean-Julien Rojer Cristian Villagran Adrián García    |
| 26 giugno | Camparini Gioielli Cup Reggio Emilia, Italia Terra rossa €42 000+H Singolare - Doppio                       | Olivier Patience 6–4, 5–7, 6–2                        | Sergio Roitman                      | Gorka Fraile Júlio Silva                | Simone Bolelli Julien Gely Thierry Ascione Mariano Zabaleta     |
| 26 giugno | Camparini Gioielli Cup Reggio Emilia, Italia Terra rossa €42 000+H Singolare - Doppio                       | Fabio Colangelo Giancarlo Petrazzuolo 6–3, 6–4        | Giorgio Galimberti Alessandro Motti | Gorka Fraile Júlio Silva                | Simone Bolelli Julien Gely Thierry Ascione Mariano Zabaleta     |

### Luglio
| Settimana | Torneo                                                                                              | Vincitore                                                 | Finalista                                      | Semifinalisti                                | Eliminati ai quarti                                                                  |
| --------- | --------------------------------------------------------------------------------------------------- | --------------------------------------------------------- | ---------------------------------------------- | -------------------------------------------- | ------------------------------------------------------------------------------------ |
| 3 luglio  | Biella Challenger Biella, Italia Terra rossa €85 000+H Singolare - Doppio                           | Simone Bolelli 7–5, 3–6, 7–6(0)                           | Ivo Minář                                      | Andreas Vinciguerra Martín Vassallo Argüello | Juan Pablo Guzmán Stefano Galvani Jan Hájek Juan Martín del Potro                    |
| 3 luglio  | Biella Challenger Biella, Italia Terra rossa €85 000+H Singolare - Doppio                           | Lucas Arnold Ker Agustín Calleri 7–6(5), 6–2              | Juan Martín del Potro Martín Vassallo Argüello | Andreas Vinciguerra Martín Vassallo Argüello | Juan Pablo Guzmán Stefano Galvani Jan Hájek Juan Martín del Potro                    |
| 3 luglio  | Open Ciudad de Pozoblanco Cordova, Spagna Cemento €42 000+H Singolare - Doppio                      | Simon Greul 6(4)–7, 6–1, 7–6(2)                           | Kevin Kim                                      | Rainer Schüttler Serhij Stachovs'kyj         | Alejandro Falla Ivo Klec Grégory Carraz George Bastl                                 |
| 3 luglio  | Open Ciudad de Pozoblanco Cordova, Spagna Cemento €42 000+H Singolare - Doppio                      | Justin Gimelstob Kevin Kim 6–3, 7–5                       | Ivo Klec Jan Mertl                             | Rainer Schüttler Serhij Stachovs'kyj         | Alejandro Falla Ivo Klec Grégory Carraz George Bastl                                 |
| 3 luglio  | Irish Open Challenger Dublino, Irlanda Erba €64 000+H Singolare - Doppio                            | Miša Zverev 7–5, 7–6(6)                                   | Kristian Pless                                 | Uros Vico Richard Bloomfield                 | Adam Chadaj Jacob Adaktusson Alan Mackin Frederik Nielsen                            |
| 3 luglio  | Irish Open Challenger Dublino, Irlanda Erba €64 000+H Singolare - Doppio                            | Jasper Smit Martijn van Haasteren 6–3, 2–6, [10–8]        | Colin Fleming Jamie Murray                     | Uros Vico Richard Bloomfield                 | Adam Chadaj Jacob Adaktusson Alan Mackin Frederik Nielsen                            |
| 3 luglio  | Montauban Challenger Montauban, Francia Terra rossa €42 000+H Singolare - Doppio                    | Lamine Ouahab 7–5, 3–6, 7–6(2)                            | Marc Gicquel                                   | José Checa Calvo Frederico Gil               | Torsten Popp Rainer Eitzinger David Guez Nicolas Devilder                            |
| 3 luglio  | Montauban Challenger Montauban, Francia Terra rossa €42 000+H Singolare - Doppio                    | Pablo Cuevas Adrián García 6–3, 4–6, [10–8]               | Marc Gicquel Édouard Roger-Vasselin            | José Checa Calvo Frederico Gil               | Torsten Popp Rainer Eitzinger David Guez Nicolas Devilder                            |
| 3 luglio  | Winnetka USTA Pro Tennis Championship Winnetka, Stati Uniti Cemento $50 000 Singolare - Doppio      | Sam Querrey 6–2, 6–3                                      | Andrea Stoppini                                | Rajeev Ram Scoville Jenkins                  | Rohan Bopanna Todd Widom Ricardo Mello Alex Kuznetsov                                |
| 3 luglio  | Winnetka USTA Pro Tennis Championship Winnetka, Stati Uniti Cemento $50 000 Singolare - Doppio      | Cecil Mamiit Eric Taino 6–2, 6–4                          | Scoville Jenkins Rajeev Ram                    | Rajeev Ram Scoville Jenkins                  | Rohan Bopanna Todd Widom Ricardo Mello Alex Kuznetsov                                |
| 10 luglio | Cuenca Challenger Cuenca, Ecuador Terra rossa €42 000+H Singolare - Doppio                          | Carlos Salamanca 4–6, 7–6(8), 7–5                         | Giovanni Lapentti                              | Frank Moser Santiago Giraldo                 | Pablo González Diego Álvarez Victor Romero Jean-Julien Rojer                         |
| 10 luglio | Cuenca Challenger Cuenca, Ecuador Terra rossa €42 000+H Singolare - Doppio                          | Frank Moser Alexander Satschko 3–6, 6–3, [10–6]           | Santiago Giraldo Carlos Salamanca              | Frank Moser Santiago Giraldo                 | Pablo González Diego Álvarez Victor Romero Jean-Julien Rojer                         |
| 10 luglio | Mantova Challenger Mantova, Italia Terra rossa €42 000+H Singolare - Doppio                         | Cristian Villagrán 6–2, 5–7, 6–4                          | Giorgio Galimberti                             | David Guez Alessandro Accardo                | Ivan Cerović Alberto Brizzi Adrián Menéndez Maceiras Marco Crugnola                  |
| 10 luglio | Mantova Challenger Mantova, Italia Terra rossa €42 000+H Singolare - Doppio                         | Pablo Andújar Marcel Granollers 6–3, 5–7, [10–7]          | Alessandro Motti Daniel Muñoz de la Nava       | David Guez Alessandro Accardo                | Ivan Cerović Alberto Brizzi Adrián Menéndez Maceiras Marco Crugnola                  |
| 10 luglio | Oberstaufen Cup Oberstaufen, Germania Terra rossa €30 000 Singolare - Doppio                        | Michal Tabara 7–6(5), 6–3                                 | Ernests Gulbis                                 | Michael Berrer Stéphane Bohli                | Michal Mertiňák Simone Vagnozzi Miša Zverev Tobias Summerer                          |
| 10 luglio | Oberstaufen Cup Oberstaufen, Germania Terra rossa €30 000 Singolare - Doppio                        | Ernests Gulbis Miša Zverev 6–1, 6–1                       | Teodor-Dacian Craciun Gabriel Moraru           | Michael Berrer Stéphane Bohli                | Michal Mertiňák Simone Vagnozzi Miša Zverev Tobias Summerer                          |
| 10 luglio | Poznań Open Poznań, Polonia Terra rossa €85 000+H Singolare - Doppio                                | Jan Hájek 6–4, 6–3                                        | Ilija Bozoljac                                 | Nicolas Devilder Tejmuraz Gabašvili          | Werner Eschauer Flavio Cipolla Stefano Galvani Frederico Gil                         |
| 10 luglio | Poznań Open Poznań, Polonia Terra rossa €85 000+H Singolare - Doppio                                | Tomasz Bednarek Michał Przysiężny 6–3, 3–6, [10–8]        | Vasilīs Mazarakīs Jan Mertl                    | Nicolas Devilder Tejmuraz Gabašvili          | Werner Eschauer Flavio Cipolla Stefano Galvani Frederico Gil                         |
| 10 luglio | Siemens Open Scheveningen, Paesi Bassi Terra rossa €85 000 Singolare - Doppio                       | Guillermo García López 0–6, 6–3, 6–4                      | Albert Montañés                                | Marc Gicquel Adrián García                   | Florian Mayer Robin Haase Sebastián Decoud Álex Calatrava                            |
| 10 luglio | Siemens Open Scheveningen, Paesi Bassi Terra rossa €85 000 Singolare - Doppio                       | Guillermo García López Salvador Navarro 6–4, 0–6, [11–9]  | Marc Gicquel Édouard Roger-Vasselin            | Marc Gicquel Adrián García                   | Florian Mayer Robin Haase Sebastián Decoud Álex Calatrava                            |
| 17 luglio | Aptos Challenger Aptos, Stati Uniti Cemento $75 000 Singolare - Doppio                              | Alex Kuznetsov 6–1, 7–6(4)                                | Gō Soeda                                       | Ivo Heuberger Tobias Clemens                 | Robert Kendrick Todd Widom Rajeev Ram Jesse Levine                                   |
| 17 luglio | Aptos Challenger Aptos, Stati Uniti Cemento $75 000 Singolare - Doppio                              | Prakash Amritraj Rohan Bopanna 3–6, 6–2, [10–6]           | Rajeev Ram Todd Widom                          | Ivo Heuberger Tobias Clemens                 | Robert Kendrick Todd Widom Rajeev Ram Jesse Levine                                   |
| 17 luglio | Seguros Bolivar Open Bogotá 2006 Bogotà, Colombia Terra rossa $125 000 Singolare - Doppio           | Santiago Giraldo 6–3, 1–6, 6–2                            | Bruno Echagaray                                | André Sá Pablo González                      | Rogério Dutra da Silva Jean-Julien Rojer Carlos Salamanca Jacob Adaktusson           |
| 17 luglio | Seguros Bolivar Open Bogotá 2006 Bogotà, Colombia Terra rossa $125 000 Singolare - Doppio           | Daniel Garza Michael Quintero 7–6(6), 6–4                 | Rogério Dutra da Silva Martín Vilarrubi        | André Sá Pablo González                      | Rogério Dutra da Silva Jean-Julien Rojer Carlos Salamanca Jacob Adaktusson           |
| 17 luglio | Istanbul Challenger Istanbul, Turchia Cemento $100 000+H Singolare - Doppio                         | Alexander Peya 6(3)–7, 6–0, 6–3                           | Roko Karanušić                                 | Serhij Stachovs'kyj Kristian Pless           | Marcos Daniel Adam Chadaj Pavel Šnobel Wang Yeu-tzuoo                                |
| 17 luglio | Istanbul Challenger Istanbul, Turchia Cemento $100 000+H Singolare - Doppio                         | Aleksej Kedrjuk Orest Tereščuk 1–6, 7–5, [10–8]           | Jasper Smit Martijn van Haasteren              | Serhij Stachovs'kyj Kristian Pless           | Marcos Daniel Adam Chadaj Pavel Šnobel Wang Yeu-tzuoo                                |
| 17 luglio | Manchester Trophy Manchester, Gran Bretagna Erba €30 000 Singolare - Doppio                         | Harsh Mankad 7–6(1), 7–6(4)                               | Josh Goodall                                   | Chris Guccione Antony Dupuis                 | Lovro Zovko Martin Lee Jaroslav Pospíšil Joseph Sirianni                             |
| 17 luglio | Manchester Trophy Manchester, Gran Bretagna Erba €30 000 Singolare - Doppio                         | Josh Goodall Ross Hutchins 3–6, 7–5, [10–5]               | Chris Guccione Thomas Oger                     | Chris Guccione Antony Dupuis                 | Lovro Zovko Martin Lee Jaroslav Pospíšil Joseph Sirianni                             |
| 17 luglio | Penza Cup Penza, Russia Cemento $50 000 Singolare - Doppio                                          | Farruch Dustov 5–7, 6–2, 6–4                              | Ti Chen                                        | Gouichi Motomura Denis Istomin               | Mikhail Ledovskikh Tobias Summerer Dennis van Scheppingen Laurent Recouderc          |
| 17 luglio | Penza Cup Penza, Russia Cemento $50 000 Singolare - Doppio                                          | Murad Inoyatov Denis Istomin 6–1, 6–3                     | Denis Macukevič Artem Sitak                    | Gouichi Motomura Denis Istomin               | Mikhail Ledovskikh Tobias Summerer Dennis van Scheppingen Laurent Recouderc          |
| 17 luglio | Riviera di Rimini Challenger 2006 Rimini, Italia Terra rossa €42 000 Singolare - Doppio             | Pablo Andújar 3–6, 6–1, 7–5                               | Werner Eschauer                                | M Op Der Heijde Federico Luzzi               | Pablo Cuevas Giorgio Galimberti Juan Pablo Brzezicki Simone Vagnozzi                 |
| 17 luglio | Riviera di Rimini Challenger 2006 Rimini, Italia Terra rossa €42 000 Singolare - Doppio             | Juan-Pablo Brzezicki Cristian Villagran 6–2, 5–7, [10–6]  | Vasilīs Mazarakīs Gabriel Moraru               | M Op Der Heijde Federico Luzzi               | Pablo Cuevas Giorgio Galimberti Juan Pablo Brzezicki Simone Vagnozzi                 |
| 24 luglio | Credicard Citi Mastercard Tennis Cup Campos do Jordão, Brasile Cemento $50 000+H Singolare - Doppio | Ricardo Mello 6–3, 6–4                                    | Ivo Klec                                       | André Sá Leonardo Mayer                      | Thiago Alves Marcel Felder Júlio Silva André Ghem                                    |
| 24 luglio | Credicard Citi Mastercard Tennis Cup Campos do Jordão, Brasile Cemento $50 000+H Singolare - Doppio | Marcelo Melo André Sá 7–6(1), 7–5                         | Jacob Adaktusson Leonardo Mayer                | André Sá Leonardo Mayer                      | Thiago Alves Marcel Felder Júlio Silva André Ghem                                    |
| 24 luglio | Championnats de Granby Granby, Canada Cemento $50 000 Singolare - Doppio                            | Frank Dancevic 6(2)–7, 7–6(6), 6–3                        | Tobias Clemens                                 | Noam Okun Harel Levy                         | Simon Stadler Ladislav Chramosta Rohan Bopanna Nathan Healey                         |
| 24 luglio | Championnats de Granby Granby, Canada Cemento $50 000 Singolare - Doppio                            | Alessandro Gravina Gary Lugassy 6–2, 7–6(2)               | Lu Yen-hsun Frank Moser                        | Noam Okun Harel Levy                         | Simon Stadler Ladislav Chramosta Rohan Bopanna Nathan Healey                         |
| 24 luglio | Lexington Challenger Lexington, Stati Uniti Cemento $50 000 Singolare - Doppio                      | Hyung-Taik Lee 5–7, 6–2, 6–3                              | Amer Delić                                     | Horia Tecău Brendan Evans                    | Todd Widom Tigran Martirosyan Jeff Morrison Jean-Christophe Faurel                   |
| 24 luglio | Lexington Challenger Lexington, Stati Uniti Cemento $50 000 Singolare - Doppio                      | Sanchai Ratiwatana Sonchat Ratiwatana 7–6(5), 4–6, [10–6] | John Isner Colin Purcell                       | Horia Tecău Brendan Evans                    | Todd Widom Tigran Martirosyan Jeff Morrison Jean-Christophe Faurel                   |
| 24 luglio | Nottingham Challenger Nottingham, Gran Bretagna Erba €42 000+H Singolare - Doppio                   | Antony Dupuis 6–4, 7–5                                    | Iván Navarro                                   | Arvind Parmar Jan Vacek                      | Alan Mackin Josh Goodall Lee Childs Jonathan Marray                                  |
| 24 luglio | Nottingham Challenger Nottingham, Gran Bretagna Erba €42 000+H Singolare - Doppio                   | Martin Lee Jonathan Marray 3–6, 6–3, [10–3]               | Josh Goodall Ross Hutchins                     | Arvind Parmar Jan Vacek                      | Alan Mackin Josh Goodall Lee Childs Jonathan Marray                                  |
| 24 luglio | Guzzini Challenger Recanati, Italia Cemento €35 000+H Singolare - Doppio                            | Davide Sanguinetti 6–4, 3–0 rit.                          | Simone Bolelli                                 | Daniele Bracciali Wang Yeu-tzuoo             | Viktor Troicki Michael Lammer Sebastian Rieschick Federico Torresi                   |
| 24 luglio | Guzzini Challenger Recanati, Italia Cemento €35 000+H Singolare - Doppio                            | Simone Bolelli Davide Sanguinetti 6–1, 3–6, [10–4]        | Sebastian Rieschick Viktor Troicki             | Daniele Bracciali Wang Yeu-tzuoo             | Viktor Troicki Michael Lammer Sebastian Rieschick Federico Torresi                   |
| 24 luglio | Tampere Open Tampere, Finlandia Terra rossa €42 000 Singolare - Doppio                              | Florian Mayer 7–6(4), 2–6, 6–3                            | Ernests Gulbis                                 | Radim Žitko Thierry Ascione                  | Andreas Vinciguerra Konstantinos Economidis Édouard Roger-Vasselin Vasilīs Mazarakīs |
| 24 luglio | Tampere Open Tampere, Finlandia Terra rossa €42 000 Singolare - Doppio                              | Thierry Ascione Édouard Roger-Vasselin 5–7, 6–2, [12–10]  | Lauri Kiiski Tero Vilen                        | Radim Žitko Thierry Ascione                  | Andreas Vinciguerra Konstantinos Economidis Édouard Roger-Vasselin Vasilīs Mazarakīs |
| 24 luglio | Togliatti Challenger Togliatti, Russia Cemento €42 000+H Singolare - Doppio                         | Uros Vico 3–6, 6–4, 6–1                                   | Alexander Peya                                 | Pavel Ivanov Dennis van Scheppingen          | Gouichi Motomura Mikhail Ledovskikh Farrukh Dustov Aleksej Kedrjuk                   |
| 24 luglio | Togliatti Challenger Togliatti, Russia Cemento €42 000+H Singolare - Doppio                         | Alexander Peya Uros Vico 6–4, 6–4                         | Aleksej Kedrjuk Orest Tereščuk                 | Pavel Ivanov Dennis van Scheppingen          | Gouichi Motomura Mikhail Ledovskikh Farrukh Dustov Aleksej Kedrjuk                   |
| 31 luglio | BH Tennis Open International Cup Belo Horizonte, Brasile Cemento $35 000+H Singolare - Doppio       | Thiago Alves 6–3, 0–6, 6–4                                | André Sá                                       | Ricardo Mello André Ghem                     | Trystan Meniane Marcelo Melo Rogério Dutra da Silva Jacob Adaktusson                 |
| 31 luglio | BH Tennis Open International Cup Belo Horizonte, Brasile Cemento $35 000+H Singolare - Doppio       | Marcelo Melo André Sá 6–1, 6–4                            | Jean-Julien Rojer Marcio Torres                | Ricardo Mello André Ghem                     | Trystan Meniane Marcelo Melo Rogério Dutra da Silva Jacob Adaktusson                 |
| 31 luglio | Mordovia Cup Saransk, Russia Terra rossa $50 000 Singolare - Doppio                                 | Igor Sijsling 7–6(8), 6–4                                 | Farruch Dustov                                 | Orest Tereščuk Robin Haase                   | Denis Istomin Michail Ledovskich Jurij Ščukin Aleksej Kedrjuk                        |
| 31 luglio | Mordovia Cup Saransk, Russia Terra rossa $50 000 Singolare - Doppio                                 | Aleksej Kedrjuk Orest Tereščuk 6–4, 5–7, [10–5]           | Robin Haase Dekel Valtzer                      | Orest Tereščuk Robin Haase                   | Denis Istomin Michail Ledovskich Jurij Ščukin Aleksej Kedrjuk                        |
| 31 luglio | Open Castilla y León Segovia, Spagna Cemento $125 000+H Singolare - Doppio                          | Juan Martín del Potro 6–4, 5–7, 6–4                       | Benjamin Becker                                | Dick Norman Nicolás Lapentti                 | Fernando Verdasco Albert Montañés Filip Prpic Chris Guccione                         |
| 31 luglio | Open Castilla y León Segovia, Spagna Cemento $125 000+H Singolare - Doppio                          | Paul Baccanello Chris Guccione 6–3, 7–6(2)                | Johan Landsberg Filip Prpic                    | Dick Norman Nicolás Lapentti                 | Fernando Verdasco Albert Montañés Filip Prpic Chris Guccione                         |
| 31 luglio | Timișoara Challenger Timișoara, Romania Terra rossa €30 000+H Singolare - Doppio                    | Nicolas Devilder 7–6(5), 6–2                              | Pablo Santos                                   | Victor Ioniță David Guez                     | Jesse Huta Galung Gabriel Moraru Răzvan Sabău Victor Crivoi                          |
| 31 luglio | Timișoara Challenger Timișoara, Romania Terra rossa €30 000+H Singolare - Doppio                    | Victor Crivoi Victor Ioniță 6–3, 6–4                      | Ervin Eleskovic Michael Ryderstedt             | Victor Ioniță David Guez                     | Jesse Huta Galung Gabriel Moraru Răzvan Sabău Victor Crivoi                          |
| 31 luglio | Trani Cup Trani, Italia Terra rossa €42 000+H Singolare - Doppio                                    | Juan Pablo Guzmán 6–1, 3–6, 7–6(1)                        | Andreas Vinciguerra                            | Stefano Galvani Óscar Hernández              | Wayne Odesnik Máximo González Benjamin Balleret Jérôme Haehnel                       |
| 31 luglio | Trani Cup Trani, Italia Terra rossa €42 000+H Singolare - Doppio                                    | Leonardo Azzaro Daniele Giorgini 6–4, 3–6, [10–6]         | Alessandro Motti Daniel Muñoz de la Nava       | Stefano Galvani Óscar Hernández              | Wayne Odesnik Máximo González Benjamin Balleret Jérôme Haehnel                       |
| 31 luglio | Vancouver Open Vancouver, Canada Cemento $100 000 Singolare - Doppio                                | Rik De Voest 7–6(4), 6–2                                  | Amer Delić                                     | Lu Yen-hsun Noam Okun                        | Alun Jones Phillip Simmonds Sam Warburg Glenn Weiner                                 |
| 31 luglio | Vancouver Open Vancouver, Canada Cemento $100 000 Singolare - Doppio                                | Eric Butorac Travis Parrott 4–6, 6–3, [11–9]              | Rik De Voest Glenn Weiner                      | Lu Yen-hsun Noam Okun                        | Alun Jones Phillip Simmonds Sam Warburg Glenn Weiner                                 |

### Agosto
| Settimana | Torneo | Vincitore                                                     | Finalista                           | Semifinalisti                        | Eliminati ai quarti                                                         |
| --------- | --- | ------------------------------------------------------------- | ----------------------------------- | ------------------------------------ | --------------------------------------------------------------------------- |
| 7 agosto  | Binghamton Challenger Binghamton, USA Cemento $50 000 Singolare - Doppio                                      | Scott Oudsema 7–6(5), 6–2                                     | Lukáš Lacko                         | Mark Philippoussis Sam Warburg       | Tomáš Cakl Nathan Healey John-Paul Fruttero Santiago Giraldo                |
| 7 agosto  | Binghamton Challenger Binghamton, USA Cemento $50 000 Singolare - Doppio                                      | Scott Lipsky David Martin 7–5, 5–7, [10–3]                    | Colin Fleming Jamie Murray          | Mark Philippoussis Sam Warburg       | Tomáš Cakl Nathan Healey John-Paul Fruttero Santiago Giraldo                |
| 7 agosto  | Joinville Challenger Joinville, Brasile Terra rossa $50 000 Singolare - Doppio                                | André Ghem 6–1, 6–4                                           | Bruno Echagaray                     | Lucas Engel Pablo Cuevas             | André Sá Júlio Silva Jacob Adaktusson Rogério Dutra da Silva                |
| 7 agosto  | Joinville Challenger Joinville, Brasile Terra rossa $50 000 Singolare - Doppio                                | André Ghem Alexandre Simoni 6–4, 5–7, [10–8]                  | Marcelo Melo André Sá               | Lucas Engel Pablo Cuevas             | André Sá Júlio Silva Jacob Adaktusson Rogério Dutra da Silva                |
| 7 agosto  | San Marino Open San Marino Terra rossa €85 000+H Singolare - Doppio                                           | Albert Montañés 7–6(5), 6(5)–7, 6–3                           | Sergio Roitman                      | Alessio Di Mauro Federico Luzzi      | Jérôme Haehnel Andreas Vinciguerra Konstantinos Economidis Máximo González  |
| 7 agosto  | San Marino Open San Marino Terra rossa €85 000+H Singolare - Doppio                                           | Máximo González Sergio Roitman 6–3, 6–4                       | Jérôme Haehnel Julien Jeanpierre    | Alessio Di Mauro Federico Luzzi      | Jérôme Haehnel Andreas Vinciguerra Konstantinos Economidis Máximo González  |
| 7 agosto  | St. Petersburg Challenger San Pietroburgo, Russia Terra rossa $50 000 Singolare - Doppio                      | David Guez 6–0, 6–2                                           | Édouard Roger-Vasselin              | Denis Istomin Robin Haase            | Alberto Brizzi Gabriel Moraru Jurij Ščukin Grega Žemlja                     |
| 7 agosto  | St. Petersburg Challenger San Pietroburgo, Russia Terra rossa $50 000 Singolare - Doppio                      | Murad Inoyatov Denis Istomin 4–6, 6–4, [10–5]                 | David Guez Édouard Roger-Vasselin   | Denis Istomin Robin Haase            | Alberto Brizzi Gabriel Moraru Jurij Ščukin Grega Žemlja                     |
| 7 agosto  | Concurso Internacional de Tenis - Vigo Vigo, Spagna Terra rossa $35 000+H Singolare - Doppio                  | Pablo Andújar 7–5, 7–6(6)                                     | Fernando Vicente                    | Simone Vagnozzi Óscar Hernández      | Marcel Granollers Héctor Ruiz Cadenas Frederico Gil Daniel Muñoz de la Nava |
| 7 agosto  | Concurso Internacional de Tenis - Vigo Vigo, Spagna Terra rossa $35 000+H Singolare - Doppio                  | Pablo Andújar Marcel Granollers 7–6(4), 6–1                   | Augustin Gensse Horacio Zeballos    | Simone Vagnozzi Óscar Hernández      | Marcel Granollers Héctor Ruiz Cadenas Frederico Gil Daniel Muñoz de la Nava |
| 14 agosto | GHI Bronx Tennis Classic Bronx, USA Cemento $50 000 Singolare - Doppio                                        | Michael Russell 6–0, 6–2                                      | Paul Capdeville                     | Danai Udomchoke Jeff Morrison        | Gilles Müller Tomáš Zíb Benjamin Becker Lukáš Lacko                         |
| 14 agosto | GHI Bronx Tennis Classic Bronx, USA Cemento $50 000 Singolare - Doppio                                        | Martin Lee Harel Levy 6–4, 7–5                                | Scott Lipsky David Martin           | Danai Udomchoke Jeff Morrison        | Gilles Müller Tomáš Zíb Benjamin Becker Lukáš Lacko                         |
| 14 agosto | Internazionali di Tennis del Friuli Venezia Giulia Cordenons, Italia Terra rossa €85 000+H Singolare - Doppio | Konstantinos Economidis 6–3, 6–2                              | Mathieu Montcourt                   | Andreas Vinciguerra Adrian Ungur     | Gorka Fraile Marc López Iván Navarro Carlos Berlocq                         |
| 14 agosto | Internazionali di Tennis del Friuli Venezia Giulia Cordenons, Italia Terra rossa €85 000+H Singolare - Doppio | Francesco Aldi Lovro Zovko 6–4, 6–3                           | Marco Crugnola Marco Pedrini        | Andreas Vinciguerra Adrian Ungur     | Gorka Fraile Marc López Iván Navarro Carlos Berlocq                         |
| 14 agosto | S Tennis Masters Challenger Graz, Austria Terra rossa €30 000+H Singolare - Doppio                            | Florian Mayer 6–4, 5–7, 6–2                                   | Rainer Schüttler                    | Alexander Peya Benedikt Dorsch       | Adam Chadaj James Auckland Michal Navrátil Jan Mertl                        |
| 14 agosto | S Tennis Masters Challenger Graz, Austria Terra rossa €30 000+H Singolare - Doppio                            | Ross Hutchins Jonathan Marray 6(5)–7, 6–4, [15–13]            | James Auckland Jamie Delgado        | Alexander Peya Benedikt Dorsch       | Adam Chadaj James Auckland Michal Navrátil Jan Mertl                        |
| 14 agosto | Trofeo Manta Open Manta, Ecuador Cemento $35 000 Singolare - Doppio                                           | Thiago Alves 6–2, 6–2                                         | Brian Dabul                         | Gō Soeda Pablo Cuevas                | Jacob Adaktusson John-Paul Fruttero Nicholas Monroe Marcel Felder           |
| 14 agosto | Trofeo Manta Open Manta, Ecuador Cemento $35 000 Singolare - Doppio                                           | Eric Nunez Jean-Julien Rojer 6–3, 6–2                         | Nicholas Monroe Horia Tecău         | Gō Soeda Pablo Cuevas                | Jacob Adaktusson John-Paul Fruttero Nicholas Monroe Marcel Felder           |
| 14 agosto | Samarkand Challenger Samarcanda, Uzbekistan Terra rossa $35 000+H Singolare - Doppio                          | Janko Tipsarević 6–3, 6–2                                     | Édouard Roger-Vasselin              | Denis Istomin Vasilīs Mazarakīs      | Mikhail Ledovskikh Orest Tereščuk Aleksej Kedrjuk Jun Woong-sun             |
| 14 agosto | Samarkand Challenger Samarcanda, Uzbekistan Terra rossa $35 000+H Singolare - Doppio                          | Satoshi Iwabuchi Gouichi Motomura 2–6, 6–2, [10–5]            | Jun Woong-sun Frank Moser           | Denis Istomin Vasilīs Mazarakīs      | Mikhail Ledovskikh Orest Tereščuk Aleksej Kedrjuk Jun Woong-sun             |
| 21 agosto | Bukhara Challenger Bukhara, Uzbekistan Cemento $35 000+H Singolare - Doppio                                   | Janko Tipsarević 6–2, 6–4                                     | Rohan Bopanna                       | Paul Baccanello Mikhail Ledovskikh   | Nicolas Tourte Kamil Čapkovič Teodor-Dacian Craciun Gouichi Motomura        |
| 21 agosto | Bukhara Challenger Bukhara, Uzbekistan Cemento $35 000+H Singolare - Doppio                                   | Nicolas Renavand Nicolas Tourte 2–6, 6–3, [10–8]              | Rohan Bopanna Aisam-ul-Haq Qureshi  | Paul Baccanello Mikhail Ledovskikh   | Nicolas Tourte Kamil Čapkovič Teodor-Dacian Craciun Gouichi Motomura        |
| 21 agosto | IPP Trophy Ginevra, Svizzera Terra rossa $35 000+H Singolare - Doppio                                         | Jérôme Haehnel 7–6(4), 4–6, 6–3                               | Chris Guccione                      | Răzvan Sabău Michal Navrátil         | Carlos Berlocq Rameez Junaid Óscar Hernández Konstantinos Economidis        |
| 21 agosto | IPP Trophy Ginevra, Svizzera Terra rossa $35 000+H Singolare - Doppio                                         | Michal Navrátil Jurij Ščukin 1–6, 6–2, [10–6]                 | Konstantinos Economidis Lovro Zovko | Răzvan Sabău Michal Navrátil         | Carlos Berlocq Rameez Junaid Óscar Hernández Konstantinos Economidis        |
| 21 agosto | Internazionali di Tennis Manerbio Manerbio, Italia Terra rossa $75 000+H Singolare - Doppio                   | Andreas Vinciguerra 7–6(3), 6–1                               | Adrián García                       | Mathieu Montcourt Victor Crivoi      | Juan Pablo Brzezicki Iván Navarro Gorka Fraile Juan-Martin Aranguren        |
| 21 agosto | Internazionali di Tennis Manerbio Manerbio, Italia Terra rossa $75 000+H Singolare - Doppio                   | Gabriel Moraru Adrian Ungur 6–3, 6–3                          | Michał Przysiężny Federico Torresi  | Mathieu Montcourt Victor Crivoi      | Juan Pablo Brzezicki Iván Navarro Gorka Fraile Juan-Martin Aranguren        |
| 28 agosto | Città di Como Challenger Como, Italia Terra rossa €42 000+H Singolare - Doppio                                | Simone Bolelli 4–6, 6–3, 6–2                                  | Federico Luzzi                      | Robin Haase Giorgio Galimberti       | Carlos Berlocq Michał Przysiężny Adrian Ungur Marc López                    |
| 28 agosto | Città di Como Challenger Como, Italia Terra rossa €42 000+H Singolare - Doppio                                | Jamie Delgado Jamie Murray 6–2, 4–6, [10–7]                   | Victor Crivoi Gabriel Moraru        | Robin Haase Giorgio Galimberti       | Carlos Berlocq Michał Przysiężny Adrian Ungur Marc López                    |
| 28 agosto | Black Forest Open Freudenstadt, Germania Terra rossa €30 000+H Singolare - Doppio                             | Hugo Armando 6–3, 3–6, 6–4                                    | Torsten Popp                        | Jan Mertl Matthias Bachinger         | Dawid Olejniczak Tomáš Cakl Marco Mirnegg Fabio Fognini                     |
| 28 agosto | Black Forest Open Freudenstadt, Germania Terra rossa €30 000+H Singolare - Doppio                             | Tomas Behrend Dominik Meffert 7–5, 7–6(5)                     | Alexandre Sidorenko Miša Zverev     | Jan Mertl Matthias Bachinger         | Dawid Olejniczak Tomáš Cakl Marco Mirnegg Fabio Fognini                     |
| 28 agosto | Kranj Challenger Kranj, Slovenia Terra rossa €42 000+H Singolare - Doppio                                     | Werner Eschauer 6–1, 6–0                                      | Gorka Fraile                        | Daniel Gimeno Traver Simone Vagnozzi | Pablo Santos Adrián García Florin Mergea Alberto Brizzi                     |
| 28 agosto | Kranj Challenger Kranj, Slovenia Terra rossa €42 000+H Singolare - Doppio                                     | Antonio Baldellou-Esteva Héctor Ruiz Cadenas 0–6, 6–2, [10–7] | Adrián García Damián Patriarca      | Daniel Gimeno Traver Simone Vagnozzi | Pablo Santos Adrián García Florin Mergea Alberto Brizzi                     |

### Settembre
| Settimana    | Torneo                                                                                          | Vincitore                                              | Finalista                             | Semifinalisti                          | Eliminati ai quarti                                                  |
| ------------ | ----------------------------------------------------------------------------------------------- | ------------------------------------------------------ | ------------------------------------- | -------------------------------------- | -------------------------------------------------------------------- |
| 4 settembre  | Brașov Challenger Brașov, Romania Terra rossa $35 000+H Singolare - Doppio                      | Marc López 4–6, 6–3, 7–6(8)                            | Victor Crivoi                         | Jurij Ščukin Juan Pablo Guzmán         | Simone Vagnozzi Leonardo Azzaro Robin Haase Răzvan Sabău             |
| 4 settembre  | Brașov Challenger Brașov, Romania Terra rossa $35 000+H Singolare - Doppio                      | Lazar Magdinchev Predrag Rusevski 6–4, 7–6(9)          | Robin Haase Michal Navrátil           | Jurij Ščukin Juan Pablo Guzmán         | Simone Vagnozzi Leonardo Azzaro Robin Haase Răzvan Sabău             |
| 4 settembre  | Alexander Kolyaskin Memorial Donec'k, Ucraina Cemento $50 000+H Singolare - Doppio              | Ilija Bozoljac 6–4, 3–6, 7–5                           | Tomáš Cakl                            | Gary Lugassy Jan Mertl                 | Simon Stadler Orest Tereščuk Kirill Ivanov-Smolenskij Viktor Troicki |
| 4 settembre  | Alexander Kolyaskin Memorial Donec'k, Ucraina Cemento $50 000+H Singolare - Doppio              | Oleksandr Nedovjesov Aleksandr Jarmola 6–4, 6–2        | Aleksandr Aksyonov Vladyslav Klymenko | Gary Lugassy Jan Mertl                 | Simon Stadler Orest Tereščuk Kirill Ivanov-Smolenskij Viktor Troicki |
| 4 settembre  | Düsseldorf Challenger Düsseldorf, Germania Terra rossa $35 000+H Singolare - Doppio             | Evgenij Korolëv 7–6(4), 6–3                            | Andreas Vinciguerra                   | Werner Eschauer Albert Portas          | Mark Joachim Marcel Granollers Tobias Clemens Jan Mašík              |
| 4 settembre  | Düsseldorf Challenger Düsseldorf, Germania Terra rossa $35 000+H Singolare - Doppio             | Hugo Armando Tomas Behrend 6–1, 4–6, [10–4]            | Simon Greul Evgenij Korolëv           | Werner Eschauer Albert Portas          | Mark Joachim Marcel Granollers Tobias Clemens Jan Mašík              |
| 4 settembre  | Genoa Open Challenger Genova, Italia Terra rossa $35 000+H Singolare - Doppio                   | Gorka Fraile 6–4, 3–6, 6–4                             | Potito Starace                        | Simone Bolelli Giorgio Galimberti      | Marco Crugnola Carlos Berlocq Adam Chadaj Marin Čilić                |
| 4 settembre  | Genoa Open Challenger Genova, Italia Terra rossa $35 000+H Singolare - Doppio                   | Adriano Biasella Marcelo Charpentier 6–4, 4–6, [13–11] | Jamie Delgado Jamie Murray            | Simone Bolelli Giorgio Galimberti      | Marco Crugnola Carlos Berlocq Adam Chadaj Marin Čilić                |
| 11 settembre | Belém Challenger Belém, Brasile Terra rossa $35 000+H Singolare - Doppio                        | Guillermo Cañas 4–6, 6–2, 7–6(8)                       | Carlos Berlocq                        | Ricardo Mello Thiago Alves             | André Sá Pablo Cuevas Cristian Villagran André Ghem                  |
| 11 settembre | Belém Challenger Belém, Brasile Terra rossa $35 000+H Singolare - Doppio                        | Brian Dabul Cristian Villagran 6–1, 7–6(5)             | Alessandro Da Col Francesco Piccari   | Ricardo Mello Thiago Alves             | André Sá Pablo Cuevas Cristian Villagran André Ghem                  |
| 11 settembre | New Orleans Challenger New Orleans, USA Cemento $100 000+H Singolare - Doppio                   | Cecil Mamiit 6–3, 7–6(1)                               | Amer Delić                            | Benedikt Dorsch Eric Nunez             | Sam Warburg Jesse Witten Fred Hemmes Jr. Rajeev Ram                  |
| 11 settembre | New Orleans Challenger New Orleans, USA Cemento $100 000+H Singolare - Doppio                   | Cecil Mamiit Sam Warburg 7–6(3), 6–0                   | Chris Drake David Martin              | Benedikt Dorsch Eric Nunez             | Sam Warburg Jesse Witten Fred Hemmes Jr. Rajeev Ram                  |
| 11 settembre | Open d'Orleans Orléans, Francia Cemento €106 000+H Singolare - Doppio                           | Olivier Rochus 7–6(0), 7–6(6)                          | Michaël Llodra                        | Jonathan Marray Dick Norman            | Younes El Aynaoui Andrea Stoppini Dominik Meffert Alan Mackin        |
| 11 settembre | Open d'Orleans Orléans, Francia Cemento €106 000+H Singolare - Doppio                           | Grégory Carraz Dick Norman 7–6(6), 6–1                 | Jérôme Haehnel Jean-René Lisnard      | Jonathan Marray Dick Norman            | Younes El Aynaoui Andrea Stoppini Dominik Meffert Alan Mackin        |
| 11 settembre | Copa Sevilla Siviglia, Spagna Terra gialla €42 000+H Singolare - Doppio                         | Iván Navarro 6–3, 6–4                                  | Héctor Ruiz Cadenas                   | Fernando Vicente Albert Portas         | Paolo Lorenzi Álex Calatrava Federico Luzzi Daniel Gimeno Traver     |
| 11 settembre | Copa Sevilla Siviglia, Spagna Terra gialla €42 000+H Singolare - Doppio                         | Pablo Andújar Marcel Granollers 4–6, 6–3, [10–8]       | Hugo Armando Carlos Poch Gradin       | Fernando Vicente Albert Portas         | Paolo Lorenzi Álex Calatrava Federico Luzzi Daniel Gimeno Traver     |
| 18 settembre | Banja Luka Challenger Banja Luka, Bosnia ed Erzegovina Terra rossa €30 000+H Singolare - Doppio | Marco Mirnegg 6–2, 6–4                                 | Nicolas Devilder                      | Jurij Ščukin Gorka Fraile              | Simone Vagnozzi Federico Luzzi Joseph Sirianni Roko Karanušić        |
| 18 settembre | Banja Luka Challenger Banja Luka, Bosnia ed Erzegovina Terra rossa €30 000+H Singolare - Doppio | Joseph Sirianni Stefan Wauters 6–4, 3–6, [10–4]        | Ivan Dodig Aleksandar Marić           | Jurij Ščukin Gorka Fraile              | Simone Vagnozzi Federico Luzzi Joseph Sirianni Roko Karanušić        |
| 18 settembre | Lubbock Challenger Lubbock, USA Cemento $50 000 Singolare - Doppio                              | Sam Querrey 6–1, 6–4                                   | Noam Okun                             | Glenn Weiner Amer Delić                | Robert Kendrick Wayne Odesnik Michael Russell Phillip Simmonds       |
| 18 settembre | Lubbock Challenger Lubbock, USA Cemento $50 000 Singolare - Doppio                              | Chris Drake Scott Lipsky 7–6(2), 6–3                   | Goran Dragicevic Mirko Pehar          | Glenn Weiner Amer Delić                | Robert Kendrick Wayne Odesnik Michael Russell Phillip Simmonds       |
| 18 settembre | Szczecin Open Stettino, Polonia Terra rossa €106 000+H Singolare - Doppio                       | Nicolás Lapentti 3–6, 6–3, 6–3                         | Bohdan Ulihrach                       | Jiří Vaněk Edgardo Massa               | Łukasz Kubot Leonardo Azzaro Juan Pablo Guzmán Julian Reister        |
| 18 settembre | Szczecin Open Stettino, Polonia Terra rossa €106 000+H Singolare - Doppio                       | Tomas Behrend Christopher Kas 6–1, 3–6, [10–4]         | Tomasz Bednarek Marcin Matkowski      | Jiří Vaněk Edgardo Massa               | Łukasz Kubot Leonardo Azzaro Juan Pablo Guzmán Julian Reister        |
| 18 settembre | Open Tarragona Costa Daurada Tarragona, Spagna Terra rossa €42 000+H Singolare - Doppio         | Paolo Lorenzi 6–4, 7–6(4)                              | Younes El Aynaoui                     | Albert Portas Olivier Patience         | Lamine Ouahab Héctor Ruiz Cadenas Juan Antonio Marín Óscar Hernández |
| 18 settembre | Open Tarragona Costa Daurada Tarragona, Spagna Terra rossa €42 000+H Singolare - Doppio         | Hugo Armando Gabriel Trujillo Soler 6–3, 7–6(3)        | Álex López Morón Santiago Ventura     | Albert Portas Olivier Patience         | Lamine Ouahab Héctor Ruiz Cadenas Juan Antonio Marín Óscar Hernández |
| 25 settembre | Slovak Challenger Bratislava, Slovacchia Cemento (indoor) €106 000+H Singolare - Doppio         | Iván Navarro 6–2, 7–6(4)                               | Teodor-Dacian Craciun                 | Jean-Claude Scherrer Marcel Granollers | Victor Ioniță Tomas Behrend Tomáš Zíb Werner Eschauer                |
| 25 settembre | Slovak Challenger Bratislava, Slovacchia Cemento (indoor) €106 000+H Singolare - Doppio         | Flavio Cipolla Marcel Granollers 7–6(2), 6–4           | David Marrero Pablo Santos            | Jean-Claude Scherrer Marcel Granollers | Victor Ioniță Tomas Behrend Tomáš Zíb Werner Eschauer                |
| 25 settembre | Gramado Challenger Gramado, Brasile Cemento $50 000 Singolare - Doppio                          | Franco Ferreiro 3–6, 7–6(4), 6–5 rit.                  | Thiago Alves                          | Diego Hartfield Jérémy Chardy          | André Sá Alexandre Simoni Sebastian Decoud Rogério Dutra da Silva    |
| 25 settembre | Gramado Challenger Gramado, Brasile Cemento $50 000 Singolare - Doppio                          | Franco Ferreiro Martín Vilarrubi 6–2, 6–4              | Marcelo Melo André Sá                 | Diego Hartfield Jérémy Chardy          | André Sá Alexandre Simoni Sebastian Decoud Rogério Dutra da Silva    |
| 25 settembre | Grenoble Challenger Grenoble, Francia Cemento (indoor) $50 000+H Singolare - Doppio             | Michaël Llodra 6–2, 6–2                                | Nicolas Tourte                        | Jérôme Haehnel Gilles Müller           | Jean-Christophe Faurel Evgenij Korolëv Andrej Golubev Thomas Oger    |
| 25 settembre | Grenoble Challenger Grenoble, Francia Cemento (indoor) $50 000+H Singolare - Doppio             | Tejmuraz Gabašvili Evgenij Korolëv 7–5, 6–4            | Thomas Oger Nicolas Tourte            | Jérôme Haehnel Gilles Müller           | Jean-Christophe Faurel Evgenij Korolëv Andrej Golubev Thomas Oger    |
| 25 settembre | USTA Challenger of Oklahoma Tulsa, USA Cemento $50 000 Singolare - Doppio                       | Bobby Reynolds 7–6(3), 6–3                             | Michael Russell                       | Cecil Mamiit Robert Kendrick           | Zack Fleishman Scott Lipsky Jeff Morrison Phillip Simmonds           |
| 25 settembre | USTA Challenger of Oklahoma Tulsa, USA Cemento $50 000 Singolare - Doppio                       | Rajeev Ram Bobby Reynolds 6–4, 6–4                     | Scott Lipsky David Martin             | Cecil Mamiit Robert Kendrick           | Zack Fleishman Scott Lipsky Jeff Morrison Phillip Simmonds           |

### Ottobre
| Settimana  | Torneo                                                                                          | Vincitore                                          | Finalista                         | Semifinalisti                             | Eliminati ai quarti                                                    |
| ---------- | ----------------------------------------------------------------------------------------------- | -------------------------------------------------- | --------------------------------- | ----------------------------------------- | ---------------------------------------------------------------------- |
| 2 ottobre  | Ethias Trophy Mons, Belgio Cemento (indoor) €106 000+H Singolare - Doppio                       | Janko Tipsarević 6–4, 1–6, 6–2                     | Alex Bogdanović                   | Evgenij Korolëv Marco Chiudinelli         | Olivier Rochus Christophe Rochus Feliciano López Stefan Wauters        |
| 2 ottobre  | Ethias Trophy Mons, Belgio Cemento (indoor) €106 000+H Singolare - Doppio                       | Jean-Claude Scherrer Lovro Zovko 6–2, 6–4          | Jordan Kerr David Škoch           | Evgenij Korolëv Marco Chiudinelli         | Olivier Rochus Christophe Rochus Feliciano López Stefan Wauters        |
| 2 ottobre  | Quito Challenger Quito, Ecuador Terra rossa $35 000+H Singolare - Doppio                        | Chris Guccione 6–3, 7–6(4)                         | Guillermo Cañas                   | Santiago Giraldo Brian Dabul              | Adrián García Nathan Healey Jean-Julien Rojer Horacio Zeballos         |
| 2 ottobre  | Quito Challenger Quito, Ecuador Terra rossa $35 000+H Singolare - Doppio                        | Rogério Dutra da Silva Marcelo Melo 6–3, 6–4       | Pablo Cuevas Horacio Zeballos     | Santiago Giraldo Brian Dabul              | Adrián García Nathan Healey Jean-Julien Rojer Horacio Zeballos         |
| 9 ottobre  | Ciutat de Barcelona Barcellona, Spagna Terra rossa $50 000+H Singolare - Doppio                 | Marcel Granollers 6–4, 6–1                         | Óscar Hernández                   | Federico Luzzi Álex Calatrava             | Farrukh Dustov Paolo Lorenzi Marc López Lamine Ouahab                  |
| 9 ottobre  | Ciutat de Barcelona Barcellona, Spagna Terra rossa $50 000+H Singolare - Doppio                 | Tomas Behrend Flavio Cipolla 6–3, 6–2              | Pablo Andújar Marcel Granollers   | Federico Luzzi Álex Calatrava             | Farrukh Dustov Paolo Lorenzi Marc López Lamine Ouahab                  |
| 9 ottobre  | Open Medellin Medellín, Colombia Terra rossa $35 000+H Singolare - Doppio                       | Chris Guccione 7–6(4), 7–6(4)                      | Santiago Giraldo                  | Jérémy Chardy Guillermo Cañas             | Daniel Köllerer Paul Capdeville Bruno Echagaray Leonardo Mayer         |
| 9 ottobre  | Open Medellin Medellín, Colombia Terra rossa $35 000+H Singolare - Doppio                       | André Ghem Marcelo Melo walkover                   | Pablo Cuevas Horacio Zeballos     | Jérémy Chardy Guillermo Cañas             | Daniel Köllerer Paul Capdeville Bruno Echagaray Leonardo Mayer         |
| 9 ottobre  | Open de Rennes Rennes, Francia Cemento (indoor) €42 000+H Singolare - Doppio                    | Jo-Wilfried Tsonga 1–6, 7–5, 7–5                   | Tobias Summerer                   | Jean-Christophe Faurel Richard Bloomfield | Dick Norman Thierry Ascione Lukáš Dlouhý Olivier Patience              |
| 9 ottobre  | Open de Rennes Rennes, Francia Cemento (indoor) €42 000+H Singolare - Doppio                    | Grégory Carraz Mathieu Montcourt 6–3, 3–6, [10–4]  | Tomasz Bednarek Frank Moser       | Jean-Christophe Faurel Richard Bloomfield | Dick Norman Thierry Ascione Lukáš Dlouhý Olivier Patience              |
| 9 ottobre  | Natomas Men's Professional Tennis Tournament Sacramento, USA Cemento $50 000 Singolare - Doppio | Paul Goldstein 7–6(5), 4–6, 7–5                    | Rajeev Ram                        | Alex Kuznetsov Robert Kendrick            | Jesse Witten Rik De Voest Zack Fleishman Danai Udomchoke               |
| 9 ottobre  | Natomas Men's Professional Tennis Tournament Sacramento, USA Cemento $50 000 Singolare - Doppio | Paul Goldstein Jeff Morrison 6–1, 6–3              | Amer Delić Brian Wilson           | Alex Kuznetsov Robert Kendrick            | Jesse Witten Rik De Voest Zack Fleishman Danai Udomchoke               |
| 16 ottobre | Copa Petrobras Colombia Bogotà, Colombia Terra rossa $75 000+H Singolare - Doppio               | Diego Hartfield 6–3, 7–5                           | Daniel Köllerer                   | Frederico Gil Júlio Silva                 | Adrián García Chris Guccione Ricardo Mello Santiago Giraldo            |
| 16 ottobre | Copa Petrobras Colombia Bogotà, Colombia Terra rossa $75 000+H Singolare - Doppio               | Marcelo Melo André Sá 6–4, 7–6(5)                  | Eric Nunez Jean-Julien Rojer      | Frederico Gil Júlio Silva                 | Adrián García Chris Guccione Ricardo Mello Santiago Giraldo            |
| 16 ottobre | Calabasas Pro Tennis Championships Calabasas, USA Cemento $50 000 Singolare - Doppio            | Mark Philippoussis 6(4)–7, 7–6(4), 6–3             | Amer Delić                        | Robert Kendrick Nathan Healey             | Danai Udomchoke Michael Russell Tyler Cleveland Wayne Odesnik          |
| 16 ottobre | Calabasas Pro Tennis Championships Calabasas, USA Cemento $50 000 Singolare - Doppio            | Robert Kendrick Cecil Mamiit 5–7, 6–4, [10–5]      | Harel Levy Sam Warburg            | Robert Kendrick Nathan Healey             | Danai Udomchoke Michael Russell Tyler Cleveland Wayne Odesnik          |
| 16 ottobre | Kobstaedernes ATP Challenger Kolding, Danimarca Cemento (indoor) €42 000+H Singolare - Doppio   | Michaël Llodra 6–4, 6–4                            | Raemon Sluiter                    | Kenneth Carlsen Alexander Waske           | Alex Bogdanović Kristian Pless Łukasz Kubot Dick Norman                |
| 16 ottobre | Kobstaedernes ATP Challenger Kolding, Danimarca Cemento (indoor) €42 000+H Singolare - Doppio   | Jeff Coetzee Rogier Wassen 4–6, 6–4, [10–5]        | Eric Butorac Travis Parrott       | Kenneth Carlsen Alexander Waske           | Alex Bogdanović Kristian Pless Łukasz Kubot Dick Norman                |
| 23 ottobre | Uruguay Open Montevideo, Uruguay Terra rossa $75 000+H Singolare - Doppio                       | Guillermo Cañas 2–6, 6–3, 7–6(3)                   | Nicolás Lapentti                  | Flávio Saretta Nicolas Devilder           | Carlos Berlocq Máximo González Thiago Alves Óscar Hernández            |
| 23 ottobre | Uruguay Open Montevideo, Uruguay Terra rossa $75 000+H Singolare - Doppio                       | Máximo González Sergio Roitman 6–3, 7–6(5)         | Guillermo Cañas Martín García     | Flávio Saretta Nicolas Devilder           | Carlos Berlocq Máximo González Thiago Alves Óscar Hernández            |
| 23 ottobre | Nottingham Challenger Nottingham, Gran Bretagna Cemento indoor €42 000+H Singolare - Doppio     | Alexander Waske 6–4, 6–3                           | Kristian Pless                    | Kenneth Carlsen Alan Mackin               | Stéphane Robert Konstantinos Economidis Richard Bloomfield Lukáš Lacko |
| 23 ottobre | Nottingham Challenger Nottingham, Gran Bretagna Cemento indoor €42 000+H Singolare - Doppio     | Filip Prpic Nicolas Tourte 6–4, 4–6, [10–7]        | Jamie Delgado Jamie Murray        | Kenneth Carlsen Alan Mackin               | Stéphane Robert Konstantinos Economidis Richard Bloomfield Lukáš Lacko |
| 30 ottobre | Lambertz Open by STAWAG Aquisgrana, Germania Sintetico (indoor) €42 000+H Singolare - Doppio    | Rainer Schüttler 6–3, 7–5                          | Evgenij Korolëv                   | Alexander Waske Jesse Huta Galung         | Raemon Sluiter Juan Martín del Potro Alex Bogdanović Wang Yeu-tzuoo    |
| 30 ottobre | Lambertz Open by STAWAG Aquisgrana, Germania Sintetico (indoor) €42 000+H Singolare - Doppio    | Ernests Gulbis Miša Zverev 6(5)–7, 6–4, [10–8]     | Tomasz Bednarek Irakli Labadze    | Alexander Waske Jesse Huta Galung         | Raemon Sluiter Juan Martín del Potro Alex Bogdanović Wang Yeu-tzuoo    |
| 30 ottobre | Brazil Challenger Aracaju, Brasile Terra rossa €42 000+H Singolare - Doppio                     | Sergio Roitman 6–1, 6–3                            | Boris Pašanski                    | Fernando Vicente Óscar Hernández          | Júlio Silva Mariano Zabaleta Ricardo Mello Flávio Saretta              |
| 30 ottobre | Brazil Challenger Aracaju, Brasile Terra rossa €42 000+H Singolare - Doppio                     | Máximo González Sergio Roitman 7–6(6), 3–6, [10–6] | Tomas Behrend Marcel Granollers   | Fernando Vicente Óscar Hernández          | Júlio Silva Mariano Zabaleta Ricardo Mello Flávio Saretta              |
| 30 ottobre | Louisville Tennis Championships Louisville, USA Cemento $50 000+H Singolare - Doppio            | Amer Delić 3–6, 6–2, 6–3                           | Stéphane Bohli                    | Ilija Bozoljac Robert Kendrick            | Frank Dancevic Donald Young Robin Haase Jesse Witten                   |
| 30 ottobre | Louisville Tennis Championships Louisville, USA Cemento $50 000+H Singolare - Doppio            | Robin Haase Igor Sijsling walkover                 | Amer Delić Robert Kendrick        | Ilija Bozoljac Robert Kendrick            | Frank Dancevic Donald Young Robin Haase Jesse Witten                   |
| 30 ottobre | Men's Rimouski Challenger Rimouski, Canada Cemento $35 000+H Singolare - Doppio                 | Kristian Pless 6–4, 7–6(5)                         | Lu Yen-hsun                       | Matthias Bachinger Gary Lugassy           | Scott Lipsky Robert Steckley Paul Baccanello Jean-Claude Scherrer      |
| 30 ottobre | Men's Rimouski Challenger Rimouski, Canada Cemento $35 000+H Singolare - Doppio                 | Frederik Nielsen Kristian Pless 6–2, 6–4           | Jasper Smit Martijn van Haasteren | Matthias Bachinger Gary Lugassy           | Scott Lipsky Robert Steckley Paul Baccanello Jean-Claude Scherrer      |
| 30 ottobre | Samsung Securities Cup Seul, Corea del Sud Cemento $125 000+H Singolare - Doppio                | Hyung-Taik Lee 6–2, 6–2                            | Björn Phau                        | Sam Querrey Gilles Müller                 | Danai Udomchoke Noam Okun Gō Soeda Wayne Arthurs                       |
| 30 ottobre | Samsung Securities Cup Seul, Corea del Sud Cemento $125 000+H Singolare - Doppio                | Alexander Peya Björn Phau 6–4, 6–2                 | Florin Mergea Danai Udomchoke     | Sam Querrey Gilles Müller                 | Danai Udomchoke Noam Okun Gō Soeda Wayne Arthurs                       |

### Novembre
| Settimana   | Torneo                                                                                            | Vincitore                                             | Finalista                               | Semifinalisti                          | Eliminati ai quarti                                                   |
| ----------- | ------------------------------------------------------------------------------------------------- | ----------------------------------------------------- | --------------------------------------- | -------------------------------------- | --------------------------------------------------------------------- |
| 6 novembre  | Slovak Open Bratislava, Slovacchia Cemento (indoor) €106 000+H Singolare - Doppio                 | Michal Mertiňák 7–6(4), 6–4                           | Lukáš Dlouhý                            | Łukasz Kubot Pavol Cervenak            | Federico Luzzi Stefan Koubek Tomáš Zíb Raemon Sluiter                 |
| 6 novembre  | Slovak Open Bratislava, Slovacchia Cemento (indoor) €106 000+H Singolare - Doppio                 | Eric Butorac Travis Parrott 7–5, 6–3                  | Jordan Kerr Jamie Murray                | Łukasz Kubot Pavol Cervenak            | Federico Luzzi Stefan Koubek Tomáš Zíb Raemon Sluiter                 |
| 6 novembre  | Copa Petrobras Argentina Buenos Aires, Argentina Terra rossa $75 000+H Singolare - Doppio         | Guillermo Cañas 6–3, 6–4                              | Martín Vassallo Argüello                | Nicolás Lapentti Juan Antonio Marín    | Boris Pašanski Sergio Roitman Alessio Di Mauro Carlos Berlocq         |
| 6 novembre  | Copa Petrobras Argentina Buenos Aires, Argentina Terra rossa $75 000+H Singolare - Doppio         | André Ghem Flávio Saretta 6–1, 6–4                    | Tomas Behrend Marcel Granollers         | Nicolás Lapentti Juan Antonio Marín    | Boris Pašanski Sergio Roitman Alessio Di Mauro Carlos Berlocq         |
| 6 novembre  | Busan Challenger Busan, Corea del Sud Cemento $100 000+H Singolare - Doppio                       | Danai Udomchoke 6–2, 6–0                              | Paul Goldstein                          | Julien Jeanpierre Lu Yen-hsun          | Lee Hyung-taik Kevin Kim Jun Woong-sun Sam Querrey                    |
| 6 novembre  | Busan Challenger Busan, Corea del Sud Cemento $100 000+H Singolare - Doppio                       | Alexander Peya Björn Phau 6(3)–7, 6–3, [10–6]         | Sanchai Ratiwatana Sonchat Ratiwatana   | Julien Jeanpierre Lu Yen-hsun          | Lee Hyung-taik Kevin Kim Jun Woong-sun Sam Querrey                    |
| 6 novembre  | Challenger Eckental Eckental, Germania Sintetico (indoor) €35 000+H Singolare - Doppio            | Ernests Gulbis 6–3, 6–0                               | Philipp Petzschner                      | Michael Berrer Dennis van Scheppingen  | Roko Karanušić Evgenij Kirillov Grégory Carraz Alexander Waske        |
| 6 novembre  | Challenger Eckental Eckental, Germania Sintetico (indoor) €35 000+H Singolare - Doppio            | Josh Goodall Ross Hutchins 7–5, 6–3                   | Sander Groen Torsten Popp               | Michael Berrer Dennis van Scheppingen  | Roko Karanušić Evgenij Kirillov Grégory Carraz Alexander Waske        |
| 6 novembre  | Music City Challenger Nashville, USA Cemento $75 000 Singolare - Doppio                           | Robin Haase 7–6(9), 6–3                               | Kristian Pless                          | Amer Delić Eric Nunez                  | Vince Spadea Ilija Bozoljac Sam Warburg Frank Dancevic                |
| 6 novembre  | Music City Challenger Nashville, USA Cemento $75 000 Singolare - Doppio                           | Scott Lipsky David Martin 6(8)–7, 6–4, [10–6]         | Rik De Voest Eric Nunez                 | Amer Delić Eric Nunez                  | Vince Spadea Ilija Bozoljac Sam Warburg Frank Dancevic                |
| 13 novembre | Asunción Challenger 2006 Asunción, Paraguay Terra rossa $75 000+H Singolare - Doppio              | Guillermo Cañas 6–4, 6–1                              | Flávio Saretta                          | Daniel Köllerer Carlos Berlocq         | Martín Vassallo Argüello Ricardo Mello Diego Hartfield Boris Pašanski |
| 13 novembre | Asunción Challenger 2006 Asunción, Paraguay Terra rossa $75 000+H Singolare - Doppio              | Tomas Behrend André Ghem 3–6, 6–3, [10–3]             | Carlos Berlocq Martín Vassallo Argüello | Daniel Köllerer Carlos Berlocq         | Martín Vassallo Argüello Ricardo Mello Diego Hartfield Boris Pašanski |
| 13 novembre | Caloundra International 2006 Caloundra, Australia Cemento $35 000+H Singolare - Doppio            | Lu Yen-hsun 6–3, 6–1                                  | Peter Luczak                            | Andrew Coelho Alexander Peya           | Shannon Nettle Johan Brunström Alun Jones Nathan Healey               |
| 13 novembre | Caloundra International 2006 Caloundra, Australia Cemento $35 000+H Singolare - Doppio            | Nathan Healey Robert Smeets 6–3, 6–2                  | Carsten Ball Adam Feeney                | Andrew Coelho Alexander Peya           | Shannon Nettle Johan Brunström Alun Jones Nathan Healey               |
| 13 novembre | Champaign-Urbana Challenger Champaign, USA Cemento $50 000+H Singolare - Doppio                   | Amer Delić 6–3, 6–0                                   | Zack Fleishman                          | Rajeev Ram Michael Russell             | Nikita Kryvonos André Sá Kevin Anderson George Bastl                  |
| 13 novembre | Champaign-Urbana Challenger Champaign, USA Cemento $50 000+H Singolare - Doppio                   | Rik De Voest Rajeev Ram 6–3, 4–6, [10–7]              | André Sá Brian Wilson                   | Rajeev Ram Michael Russell             | Nikita Kryvonos André Sá Kevin Anderson George Bastl                  |
| 13 novembre | Dnipropetrovsk Challenger Dnipropetrovs'k, Ucraina Cemento (indoor) $125 000+H Singolare - Doppio | Dmitrij Tursunov 7–6(8), 6–4                          | Benjamin Becker                         | Jonathan Marray Aleksandr Dolhopolov   | Marco Chiudinelli Potito Starace Viktor Troicki Stefan Koubek         |
| 13 novembre | Dnipropetrovsk Challenger Dnipropetrovs'k, Ucraina Cemento (indoor) $125 000+H Singolare - Doppio | Serhij Stachovs'kyj Orest Tereščuk 6–4, 6–0           | Marco Chiudinelli Lovro Zovko           | Jonathan Marray Aleksandr Dolhopolov   | Marco Chiudinelli Potito Starace Viktor Troicki Stefan Koubek         |
| 13 novembre | Challenger Ciudad de Guayaquil Guayaquil, Ecuador Terra rossa $50 000+H Singolare - Doppio        | Sergio Roitman 6–3, 4–6, 6–1                          | Mariano Zabaleta                        | Juan Pablo Guzmán Juan Pablo Brzezicki | Hugo Armando Leonardo Mayer Diego Junqueira Marco Pedrini             |
| 13 novembre | Challenger Ciudad de Guayaquil Guayaquil, Ecuador Terra rossa $50 000+H Singolare - Doppio        | Juan-Pablo Brzezicki Leonardo Mayer 1–6, 7–5, [14–12] | Marcel Felder Fernando Vicente          | Juan Pablo Guzmán Juan Pablo Brzezicki | Hugo Armando Leonardo Mayer Diego Junqueira Marco Pedrini             |
| 13 novembre | Tali Open Helsinki, Finlandia Cemento (indoor) €106 000+H Singolare - Doppio                      | Michael Berrer 6–2, 3–6, 6–3                          | Tomáš Zíb                               | Kristian Pless Tobias Clemens          | Kamil Capkovic Stefano Galvani Michal Mertiňák Ernests Gulbis         |
| 13 novembre | Tali Open Helsinki, Finlandia Cemento (indoor) €106 000+H Singolare - Doppio                      | Jasper Smit Martijn van Haasteren 7–6(6), 6–2         | Ernests Gulbis Deniss Pavlovs           | Kristian Pless Tobias Clemens          | Kamil Capkovic Stefano Galvani Michal Mertiňák Ernests Gulbis         |
| 20 novembre | Kawana Challenger Kawana, Australia Cemento indoor $50 000+H Singolare - Doppio                   | Julien Jeanpierre 6–3, 1–6, 6–4                       | Lu Yen-hsun                             | Sebastian Rieschick Paul Baccanello    | Ivo Klec Jean-Christophe Faurel Alun Jones Robert Smeets              |
| 20 novembre | Kawana Challenger Kawana, Australia Cemento indoor $50 000+H Singolare - Doppio                   | Nathan Healey Robert Smeets 5–7, 6–0, [10–8]          | Alexander Peya Lars Übel                | Sebastian Rieschick Paul Baccanello    | Ivo Klec Jean-Christophe Faurel Alun Jones Robert Smeets              |
| 20 novembre | Naples Challenger Naples, USA Terra verde $50 000+H Singolare - Doppio                            | Carlos Berlocq 6–3, 7–5                               | Pablo Cuevas                            | Ilija Bozoljac Hugo Armando            | Diego Hartfield Kevin Kim Diego Hipperdinger Mathieu Montcourt        |
| 20 novembre | Naples Challenger Naples, USA Terra verde $50 000+H Singolare - Doppio                            | Pablo Cuevas Horacio Zeballos 7–6(5), 6–3             | Goran Dragicevic Mirko Pehar            | Ilija Bozoljac Hugo Armando            | Diego Hartfield Kevin Kim Diego Hipperdinger Mathieu Montcourt        |
| 20 novembre | Challenger Britania Zavaleta Puebla, Messico Cemento $35 000+H Singolare - Doppio                 | Robert Kendrick 7–5, 6–4                              | Leonardo Mayer                          | Jeff Salzenstein Victor Romero         | Roman Borvanov Brian Wilson Pablo González Santiago González          |
| 20 novembre | Challenger Britania Zavaleta Puebla, Messico Cemento $35 000+H Singolare - Doppio                 | Daniel Garza Jean-Julien Rojer 6(6)–7, 6–3, [10–7]    | Bruno Echagaray Horia Tecău             | Jeff Salzenstein Victor Romero         | Roman Borvanov Brian Wilson Pablo González Santiago González          |
| 20 novembre | Shrewsbury Challenger Shrewsbury, Gran Bretagna Cemento indoor $35 000+H Singolare - Doppio       | Alex Bogdanović 4–6, 6–4, 6–4                         | Miša Zverev                             | Iván Navarro Dominik Meffert           | Roko Karanušić Stefano Galvani Michael Ryderstedt Michael Berrer      |
| 20 novembre | Shrewsbury Challenger Shrewsbury, Gran Bretagna Cemento indoor $35 000+H Singolare - Doppio       | Philipp Marx Frederik Nielsen 6–4, 6–4                | Lars Burgsmüller Miša Zverev            | Iván Navarro Dominik Meffert           | Roko Karanušić Stefano Galvani Michael Ryderstedt Michael Berrer      |
| 27 novembre | Maui Challenger Maui, USA Cemento $35 000+H Singolare - Doppio                                    | Michael Russell 6–1, 6–0                              | Sam Warburg                             | Paul Goldstein Alberto Francis         | Rajeev Ram Brendan Evans Michał Przysiężny Dudi Sela                  |
| 27 novembre | Maui Challenger Maui, USA Cemento $35 000+H Singolare - Doppio                                    | Rajeev Ram Brian Wilson 6–3, 6–2                      | Rodrigo-Antonio Grilli Chris Lam        | Paul Goldstein Alberto Francis         | Rajeev Ram Brendan Evans Michał Przysiężny Dudi Sela                  |

### Dicembre
Nessun evento